# Operacja Deliberate Force
Operacja Deliberate Force – militarna operacja reagowania kryzysowego przeprowadzona między 30 sierpnia a 20 września 1995 roku, stanowiąca wydzieloną część operacji lotniczej Sojuszu Północnoatlantyckiego „Deny Flight”. Uderzenia lotnicze w ramach operacji „Deliberate Force”, zapewniały wsparcie operacji pokojowej sił ONZ w Bośni i Hercegowinie UNPROFOR. „Deliberate Force” była pierwszą w historii prawdziwą kampanią lotniczą NATO. Jej istota polegała na zapobieganiu powtarzającym się naruszeniom zakazu lotów wojskowych statków powietrznych nad określonymi przez ONZ strefami bezpieczeństwa oraz wsparciu powietrznym dla jednostek UNPROFOR, przy wykorzystaniu aktywnych uderzeń lotnictwa NATO na jednostki lądowe zwaśnionych stron naruszające wyznaczone przez ONZ strefy ochronne oraz na utrudniający wykonanie misji zintegrowany system obrony powietrznej Republiki Serbskiej.
Operacja Deliberate Force miała miejsce w czasie wojny w Bośni i Hercegowinie, toczącej się w latach 1992–1995 wojny domowej, która była najbardziej krwawym konfliktem w Europie od zakończenia II wojny światowej. Stronami konfliktu byli walczący o autonomię bośniaccy Serbowie oraz władze Bośni i Hercegowiny, na której terenie toczyły się główne walki, wraz ze skonfederowanymi z nimi od pewnego momentu Chorwatami. Bezpośrednią przyczyną rozpoczęcia operacji była dokonana przez bośniackich Serbów masakra ludności cywilnej w zdobytej i zajętej przez nich strefie ochronnej ONZ w Srebrenicy.
W wyniku operacji powietrznej NATO obezwładniony został zintegrowany system obrony powietrznej bośniackich Serbów, przerwane główne linie zaopatrzenia ich armii, zniszczono także serbskie fabryki i magazyny broni. Konsekwencją polityczną przeprowadzenia operacji „Deliberate Force” było zawarcie kończącego wojnę w Bośni i Hercegowinie układu pokojowego w Dayton. W wyniku użycia broni przez lotnictwo koalicji państw Sojuszu Północnoatlantyckiego śmierć poniosło 25 do 30 osób. Interwencja NATO zakończyła jednak wieloletnią krwawą wojnę domową na terytorium Bośni i Hercegowiny, której głównymi ofiarami były osoby cywilne.

## Geneza
Okrucieństwo, z jakim Serbowie zwalczali początkowo muzułmanów na terenie Bośni, skupiło uwagę światowych mediów. Wywierały one coraz większą presję na Organizację Narodów Zjednoczonych i Sojusz Północnoatlantycki, by te podjęły działania, które położyłyby kres krwawym walkom na terenie Bośni i Hercegowiny. ONZ zareagowała rezolucją Rady bezpieczeństwa nr 819 wyznaczającą sześć stref bezpieczeństwa, w których wszelkie ataki zbrojne były zabronione: Sarajewo, Tuzla, Bihać, Srebrenica, Žepa i Goražde.
Rezolucja nr 781 Rady Bezpieczeństwa ONZ wzywała państwa członkowskie Organizacji Narodów Zjednoczonych do wsparcia sił pokojowych ONZ w wymuszeniu przestrzegania przez strony konfliktu zakazu wykonywania lotów w przestrzeni powietrznej Bośni i Hercegowiny. Rezolucja ta jednak wzywała państwa raczej do monitorowania przestrzegania zakazu lotów, niż do aktywnego oddziaływania na strony naruszające wprowadzony zakaz. Prowadzona pierwotnie – w związku z tą rezolucją – operacja Sky Monitor nie mogła wobec tego skutecznie zapobiec naruszaniu zakazu lotów. Samoloty NATO miały bowiem możliwość użycia siły wyłącznie w obronie własnej, w wypadku bezpośredniego ataku na samolot NATO przez jedną ze stron konfliktu. W innych sytuacjach, obejmujących na przykład potrzebę osłony własnego lotnictwa, piloci musieli zwracać się z prośbą o zezwolenie na podjęcie działań siłowych. W okresie od 16 października 1992 roku do 13 kwietnia 1993 roku NATO odnotowało ponad 500 naruszeń zakazu lotów nad Bośnią i Hercegowiną, co spowodowało wydanie przez Radę Bezpieczeństwa kolejnej rezolucji – nr 816, rozszerzającej zakaz lotów do wszystkich statków powietrznych, w tym śmigłowców i samolotów. Rezolucja, która weszła w życie 13 marca 1993 roku, uprawniała również wszystkie państwa, w ścisłej koordynacji z Sekretarzem Generalnym ONZ oraz siłami pokojowymi tej organizacji, do podjęcia wszelkich środków niezbędnych do wymuszenia przestrzegania zakazu przez wszystkie zwaśnione strony. Ostatecznie, na podstawie rezolucji nr 816 Rada Północnoatlantycka NATO pojęła 8 kwietnia decyzję o użyciu lotnictwa NATO w operacji wymuszenia wprowadzonej przez ONZ strefy zakazu lotów. Decyzja ta umożliwiła opracowanie, a następnie wprowadzenie w życie z dniem 12 kwietnia planu operacji „Deny Flight” (OPLAN 40101). Wejście w życie kolejnej rezolucji Rady Bezpieczeństwa – nr 836, dotyczącej zagrożeń w ustanowionych wcześniej przez ONZ specjalnych strefach bezpieczeństwa w miejscowościach: Sarajewo, Bihać, Srebrenica, Gorażde, Tuzla i Żepa – wymusiło zmianę planu. Na spotkaniu ministrów spraw zagranicznych państw członkowskich Sojuszu, które odbyło się 10 czerwca 1993 roku uzgodniono, że NATO zapewni wsparcie lotnicze w wypadku ataku na jednostki sił pokojowych ONZ w Bośni i Hercegowinie wyłącznie po wcześniejszym zgłoszeniu zapotrzebowania przez ONZ. 14 czerwca 1993 roku do NATO wpłynął wniosek Sekretarza generalnego ONZ z prośbą o przygotowania planów bezpośredniego wsparcia lotniczego. Sekretarz Generalny zaznaczył jednak, że plan ten powinien być uzgodniony z nim lub z jego specjalnym przedstawicielem w byłej Jugosławii. Rezolucja Rady Bezpieczeństwa nr 836 oraz wniosek Sekretarza Generalnego o wsparcie lotnicze zaowocowały przebazowaniem w rejon działań (do baz we Włoszech) samolotów przeznaczonych do wykonywania misji bezpośredniego wsparcia lotniczego.
Przyjęta przez Radę Bezpieczeństwa rezolucja nr 836 była reakcją na walki rozpoczęte przez siły paramilitarne bośniackich Serbów. Zgodnie z wymienioną rezolucją NATO zapewnić miało bezpośrednie wsparcie lotnicze wewnątrz stref oraz w ich pobliżu, pomagając tym samym siłom pokojowym Organizacji Narodów Zjednoczonych UNPROFOR w realizacji ich mandatu. Upoważniał on siły pokojowe do powstrzymywania ataków na strefy bezpieczeństwa, monitorowania przerwania ognia oraz – w razie konieczności – użycia przemocy zbrojnej w celu zapewnienia sobie swobody przemieszczania lub osłony konwojów humanitarnych.

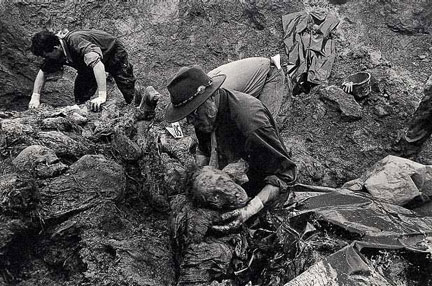
Ekshumacja ofiar masakry muzułmanów w Srebrenicy

Prowadzona przez Sojusz Północnoatlantycki operacja „Deny Flight” miała stanowić sposób wymuszenia zakazu lotów nad Bośnią i Hercegowiną, nie przyniosła jednak pożądanych przez społeczność międzynarodową rezultatów – nie zapobiegła dalszej eskalacji działań zbrojnych prowadzonych na lądzie. NATO i ONZ zmuszone zostały zatem do rozszerzenia zakresu wykonywanych misji o bezpośrednie wsparcie lotnicze, którego celem była ochrona personelu UNPROFOR przed atakami stron konfliktu, ofensywne wsparcie powietrzne mające na celu ukaranie uzbrojonych grup nieprzestrzegających postanowień rezolucji Rady Bezpieczeństwa ONZ, a także ubezwłasnowolnienie obrony powietrznej w ramach zapewnienia bezpieczeństwa samolotom sojuszniczym wykonującym zadania w przestrzeni powietrznej Bośni i Hercegowiny. Wprowadzone jednak przez ONZ ścisłe ograniczenia w zakresie i zasadach użycia lotnictwa, sprowadzające się do unikania za wszelką cenę strat nie tylko wśród żołnierzy UNPROFOR, pilotów lotnictwa NATO i ludności cywilnej, ale także wśród atakujących żołnierzy bośniackich Serbów, doprowadziły do bezskuteczności i nieefektywności użycia lotnictwa Sojuszu. Zajęcie 11 lipca 1995 roku przez oddziały serbskie znajdującej się w strefie ochronnej Srebrenicy, a następnie dokonany tam przez nich masowy mord ludności cywilnej wywołały falę krytyki pod adresem dowodzącego siłami ONZ w Jugosławii generała Bernarda Janviera, który wprowadził zbyt duże ograniczenia w użyciu lotnictwa, a w krytycznym dniu 10 lipca nie wyraził zgody na bezpośrednie wsparcie lotnicze. Upadek Srebrenicy oraz masakra jej ludności cywilnej doprowadziły do zmiany polityki państw zachodnich w stosunku do Bośni i Hercegowiny. Dodatkowo zestrzelenie francuskiego Mirage nad Pale oraz amerykańskiego F-16 nad Mrkonjić Grad, a także zajęcie przez Serbów strefy ochronnej w Žepie oraz meldunki o okrucieństwach na zajętych przez bośniackich Serbów terenach, doprowadziły do wzięcia pod uwagę amerykańskiej propozycji bardziej agresywnego użycia lotnictwa w Bośni i Hercegowinie. Ponadto niepokój analityków NATO zaczęło budzić zagrożenie dla istnienia stref bezpieczeństwa w Goražde i Sarajewie.

## Dylematy polityczno-wojskowe
Wydarzenia w Srebrenicy spotęgowały obawy państw zachodnich dotyczące bezsilności ONZ i aktualnych problemów wynikających ze sprawowania kontroli nad działaniami lotnictwa NATO. Po upadku enklawy Stany Zjednoczone zostały zmuszone do uporania się z bardzo poważnym problemem: czy zintensyfikować użycie lotnictwa w Bośni i Hercegowinie, a jeżeli tak, to w jaki sposób. W razie podjęcia działań jednostronnych możliwe było doprowadzenie do zatargów wewnątrz NATO, a być może nawet do jego rozłamu. Podobnie niekorzystny scenariusz mógł mieć miejsce w przypadku ONZ. Analitycy amerykańscy uwzględniali także możliwość pogorszenia dwustronnych stosunków utrzymywanych do tej pory przez wiele państw. Dodatkowe bardzo poważne trudności wynikały z podwójnego łańcucha dowodzenia, w którym każda decyzja o użyciu sił powietrznych musiała być zaakceptowana zarówno przez dowództwo wojskowe i polityczne NATO w Brukseli, jak i przez Sekretarza Generalnego ONZ w Nowym Jorku lub jego wysokiego przedstawiciela na Bałkanach. Zdaniem wielu ekspertów mogło to doprowadzić do nadmiernie ograniczonego użycia lotnictwa, a w skrajnych przypadkach do sparaliżowania prób jego zastosowania.

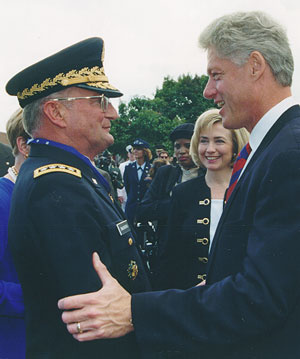
gen. John Shalikashvili z prezydentem USA Billem Clintonem

Ponadto w ocenie wielu specjalistów ofensywa serbska była nie tylko wyrazem eskalacji przemocy zbrojnej, lecz również aktem desperacji. Konfederacja chorwacko-muzułmańska wzmocniła swoje siły zbrojne, otrzymywała także broń – mimo obowiązującego embarga na jej dostawy – dzięki czemu jej potencjał bojowy zdecydowanie się powiększył, zmieniając nawet stosunek sił na niekorzyść bośniackich Serbów. W zakresie broni pancernej siły chorwackie i bośniackie dysponowały nawet dwukrotną przewagą, niemal dwukrotną – w ciężkiej artylerii. Aby więc przeciwstawić się ofensywie na terytorium Bośni i Hercegowiny oraz Chorwacji, bośniaccy Serbowie musieli zająć strefy bezpieczeństwa na wschodzie, dzięki czemu mogliby zapewnić osłonę rejonów tyłowych. Potrzebowali oni także ciężkiego uzbrojenia, które znajdowało się pod kontrolą ONZ w wyznaczonych rejonach wokół Sarajewa. Równocześnie wspierający ich do pory prezydent Serbii Slobodan Milošević, przerwał wówczas tak potrzebne im dostawy broni.
Ważnym przedsięwzięciem politycznym poprzedzającym operację „Deliberate Force” była przeprowadzona 21 lipca 1995 roku konferencja w Londynie, zwołana w celu rozwiązania narastających problemów w Bośni i Hercegowinie oraz rozważenia decyzji o rozpoczęciu decydującej operacji powietrznej. Ministrowie spraw zagranicznych oraz obrony szesnastu państw zaangażowanych w konflikt w Bośni i Hercegowinie spotkali się, aby przedyskutować nowe rozwiązania w trwającej nadal wojnie. Poprzedziło ją jednak spotkanie w Londynie najwyższych rangą oficerów ze Stanów Zjednoczonych, Wielkiej Brytanii i Francji, którego celem było omówienie wojskowych opcji zatrzymania sił zbrojnych bośniackich Serbów. W trakcie spotkania Przewodniczący Kolegium Połączonych Szefów Sztabów generał John Shalikashvili namawiał do wprowadzenia w życie amerykańskiej propozycji przeprowadzenia zdecydowanych uderzeń powietrznych na terenie Bośni i Hercegowiny, wyjaśnił również plan przeprowadzenia trzyfazowej operacji powietrznej. Francuski generał Jacques Laxande zaproponował natomiast kilka opcji obejmujących wzmocnienie Gorażde częścią lub nawet całością sił szybkiego reagowania ONZ. Oficerowie brytyjscy natomiast nie przygotowali własnej propozycji, w pełni popierając koncepcję strony amerykańskiej. Amerykański sekretarz stanu Warren Christopher ostrzegł w tym czasie, że serbski atak na to miasto, spowoduje natychmiastową reakcję ze strony NATO, które przeprowadzi zdecydowane uderzenie lotnicze. Reprezentanci USA i Wielkiej Brytanii byli także zdecydowanie przeciwni utrzymaniu podwójnego łańcucha dowodzenia, który dawał możliwość zgłaszania weta w stosunku do każdego zaproponowanego przez dowództwo NATO uderzenia z powietrza. Amerykanie uporczywie nalegali na rezygnację z dwukanałowego systemu dowodzenia, który zdecydowanie nie sprawdził się w okresie poprzedzającym „Deliberate Force”. Gen. Shalikashvili i sekretarz obrony Stanów Zjednoczonych William Perry nalegali, aby w procesie podejmowania decyzji o uderzeniach powietrznych nie uczestniczyli wysocy rangą cywilni urzędnicy ONZ (sekretarz generalny i jego specjalny przedstawiciel). Amerykanie i Brytyjczycy przekonani byli, że takie uprawnienia powinny zostać delegowane brytyjskiemu generałowi Rupertowi Smithowi, dowódcy UNPROFOR. Generał Juolwan przekonywał organy polityczne Sojuszu, aby wzięły pod uwagę rozszerzone strefy działania (zones of action – ZOA), a nie ograniczały operacji powietrznych jedynie do regionu Gorażde. Sekretarz generalny NATO uwzględnił tę propozycję w liście do sekretarza generalnego ONZ, w którym starał się wyjaśnić mu plany uderzeń powietrznych opracowane przez NATO. Pięć dni później sekretarz generalny ONZ delegował swoje uprawnienia dotyczące ataków powietrznych dowódcy wszystkich sił pokojowych ONZ na terytorium byłej Jugosławii gen. Bernardowi Janvierowi. Wcześniej uprawnieniami takimi dysponował specjalny przedstawiciel sekretarza generalnego ONZ w Bośni i Hercegowinie Yasushi Akashi. Gen. Leighton Smith, który w tym czasie pełnił obowiązki dowódcy Sojuszniczych Sił Zbrojnych NATO w Europie Południowej, podejmował decyzje dotyczące użycia sił Sojuszu.
W następstwie konferencji londyńskiej Rada Północnoatlantycka upoważniła dowódców wojskowych NATO do zatrzymania ewentualnego ataku bośniackich Serbów w strefie bezpieczeństwa Gorażde oraz zapewnienia terminowego, a zarazem efektywnego użycia sił w przypadku jej zagrożenia lub – w skrajnym przypadku – ataku na tę strefę. 1 sierpnia 1995 roku Rada Północnoatlantycka ogłosiła decyzję o rozszerzeniu uderzeń lotniczych skierowanych przeciwko każdej ze zwaśnionych stron zagrażających każdej strefie bezpieczeństwa. W oświadczeniu prasowym sekretarz generalny NATO Willie Claes stwierdził:

Decyzje te maja na celu obronę stref bezpieczeństwa, a nie udzielanie pomocy którejkolwiek ze stron w walce z pozostałymi uczestnikami konfliktu. Oficerowie NATO w Wielonarodowym Centrum Operacji Powietrznych, a nie tylko Amerykanie, przygotowują listy obiektów uderzeń i na początku pierwszej dekady sierpnia będą opracowane odrębne plany uderzeń w obronie stref bezpieczeństwa Sarajewo, Tuzla, Bihać i Gorazde.

W dowództwie południowoeuropejskich sił powietrznych NATO panowało jednak przekonanie, iż lotnictwo nie będzie w stanie samodzielnie zapewnić obrony stref bezpieczeństwa. Zdanie generała Ryana, najlepszym sposobem zażegnania kryzysu wokół stref bezpieczeństwa byłoby wymuszenie na bośniackich Serbach zaprzestania ataków. W tym celu należało wykorzystać lotnictwo do zredukowania ich potencjału bojowego. Podstawową różnica planowanej operacji powietrznej, wobec wcześniejszej operacji „Deny Flight”, było odstąpienie od idei odstraszania militarnego i przejście do bardziej zdecydowanego działania związanego z karaniem stron konfliktu. Sankcją przewidzianą dla bośniackich Serbów były planowane misje uderzeniowe lotnictwa NATO.

## Założenia kampanii powietrznej
Dowództwo wydzielonych sił NATO opracowało kilka planów operacji składających się na ogólną operację o nazwie „Deliberate Force”. Nazwa ta pojawiła się po raz pierwszy na odprawie zorganizowanej przez dowódcę Sojuszniczych Sił Powietrznych NATO Europy Południowej na początku sierpnia 1995 roku. Temat spotkania brzmiał: „Operacje powietrzne w Bośni i Hercegowinie – Deliberate Force”.
Plan kampanii powietrznej w Bośni i Hercegowinie sporządzono w formie slajdów przygotowanych na spotkanie dowództwa, nie było natomiast jego pisemnej wersji, jak to miało miejsce w przypadku planów operacji „Deny Flight”. Na każdej odprawie dowództwa plan ten był uszczegóławiany stosownie do zmian zachodzących w obszarze konfliktu. Wszystkie te plany miały wspólne cechy, do których można zaliczyć: jednoznacznie określone wydarzenia uznane za powód do rozpoczęcia operacji NATO, te same założenia dotyczące planowania, cel operacji (lub stan końcowy) oraz podsumowanie fazowo prowadzonych ataków lotniczych. Do wydarzeń, które mogły zainicjować działania lotnictwa NATO, zaliczono:
- śmierć obserwatorów lub żołnierzy sił pokojowych wziętych do niewoli;
- atak na siły pokojowe;
- koncentrację jednostek wojskowych lub ciężkiego uzbrojenia, którą uznano by za bezpośrednie zagrożenie dla strefy bezpieczeństwa;
- ostrzał artyleryjski ludności cywilnej lub strefy bezpieczeństwa;
- utrudnianie wycofywania sił pokojowych.

Założenia planu kampanii powietrznej obejmowały:
- uznanie bośniackich Serbów przez społeczność międzynarodową za agresora;
- niezbędne mandaty udzielone przez ONZ i NATO;
- brak przeciwdziałania ze strony Chorwacji w wypadku, gdy zajdzie konieczność wykonania uderzeń na terenie Krajiny;
- neutralność Serbii;
- dostępność środków lotniczych wydzielonych przez zaangażowane w operację państwa członkowskie Sojuszu;
- zgodę państw udostępniających bazy lotnicze na wykonanie operacji powietrznej z ich terytoriów;
- historyczne poczucie dominacji w regionie po stronie bośniackich Serbów;
- wojskowa przewaga bośniackich Serbów nad siłami Bośni i Hercegowiny;
- atakowanie bośniackich Serbów do zmiany stosunku sił na terenie Bośni i Hercegowiny.

Celem kampanii było wywołanie niekorzystnej dla bośniackich Serbów zmiany ich przewagi militarnej nad siłami armii Bośni i Hercegowiny, zaś częściowe fazy operacji, które miały doprowadzić do jego osiągnięcia obejmowały (1) izolowanie przywódców, (2) niszczenie broni ciężkiej (artylerii o kalibrze większym niż 100 mm, moździerzy o kalibrze większym niż 82 mm oraz czołgów), (3) centrów dowodzenia i kontroli, sieci wczesnego ostrzegania oraz kluczowych linii komunikacyjnych; (4) izolowanie wojsk lądowych i niszczenie baz logistycznych; (5) utrzymanie gotowości do realizacji wariantów obejmujących uderzenia na terenie całej Bośni i Hercegowiny.
W wyniku pracy wspólnego zespołu NATO i ONZ zajmującego się wyborem obiektów uderzeń, dowódca Sojuszniczych Sił Powietrznych NATO Europy Południowej wyselekcjonował 87 obiektów, które zostały zaakceptowane do realizacji uderzeń z powietrza wyłącznie w ramach operacji „Deliberate Force”. Plan operacji powietrznej nad Bośnią był jednak efektem dziesiątków lat doświadczenia w tym zakresie, zdobytego przy planowaniu operacji powietrznych przygotowywanych na wypadek konfrontacji z wojskami Układu Warszawskiego

### Cele militarne
Lista celów obejmowała wyłącznie obiekty bośniackich Serbów. Grupując poszczególne obiekty i przyporządkowując do przyszłych rodzajów działań lotnictwa wyodrębniono między innymi dwie charakterystyczne kategorie: demonstracja siły i operacje powietrzne. Koncepcja uderzeń lotniczych dowódcy Sojuszniczych Sił Powietrznych NATO Europy Południowej (AIRSOUTH) obejmowała również kategorię trzecią, nazwaną hasłowo „zintegrowany system obrony powietrznej”, która była jednakże przypisana do operacji „Deadeye”. Z kolei „wojska lądowe bośniackich Serbów” jako obiekt uderzenia były postrzegane przez pryzmat ich ciężkiego uzbrojenia, a nie stanu osobowego. Dowództwo NATO nie zamierzało bowiem atakować jednostek wojskowych, a wyłącznie ich ciężkie uzbrojenie. Przyjęto jednakże, że uzbrojenie to będzie atakowane wyłącznie wówczas, gdy będzie zagrażało strefom ochronnym, natomiast nie zostanie zaatakowane w szczególności w przypadku, gdy będzie znajdować się na drogach wyznaczonych do jego ewakuacji. Z celów ataku kategorycznie wyłączone były także koszary wojskowe – uznano bowiem, że byłoby to niezgodne z charakterem misji, gdyż jej celem nie była fizyczna eliminacja sił zbrojnych bośniackich Serbów, lecz zapewnienie bezpieczeństwa strefom. Zdecydowano zatem, że dopóki broń ciężka pozostaje w koszarach, a w szczególności nie podejmuje ofensywnych działań przeciw strefom bezpieczeństwa, nie będzie obiektem ataku.

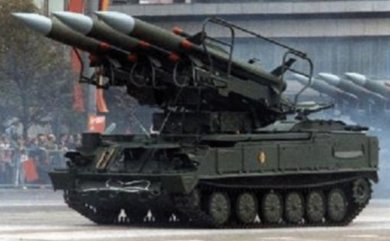
2K12 Kub (SA-6 Gainful)

Odrębną kategorie celów stanowiły linie komunikacyjne, w postaci przede wszystkim mostów. Początkowo gen. Smith był sceptyczny wobec ich atakowania, wychodząc z założenia, że ich zniszczenie nie jest niezbędne do realizacji celów misji. Z uwagi jednak na fakt, że linie komunikacyjne stanowiły istotny element planu operacyjnego bośniackich Serbów, umożliwiający przegrupowania i koncentrację wojsk, uzgodniono ostatecznie, że mogą być atakowane w zależności od bieżących potrzeb. W każdej jednak sytuacji wolne od bombardowań miały być drogi wyznaczone do ewakuacji broni ciężkiej ze stref bezpieczeństwa, w tym zwłaszcza z Sarajewa.
Ostatecznie ustalono listę celów podzielonych na 6 kategorii:
- zintegrowany system obrony powietrznej, którego wyeliminowanie miało zostać dokonane w ramach misji typu SEAD (suppression of enemy air defenses) – 17 obiektów, w tym stacje radiolokacyjne (4), przeciwlotniczy system rakietowy (1), ośrodek powiadamiania i kontroli oraz posterunki meldowania i kontroli (12);
- jednostki wojskowe, pozycje i wyposażenie, zwłaszcza działa i koncentracje wojsk w strefach bezpieczeństwa;
- jednostki wojskowe i wyposażenie nie znajdujące się w strefach bezpieczeństwa (np. składy zaopatrzenia, systemy dowodzenia i kontroli poziomu taktycznego i operacyjnego);
- infrastruktura militarna oraz instalacje zapewniające zewnętrzne wsparcie dla wojsk w strefach bezpieczeństwa (lotniska, logistyczne, składy amunicji, etc.);
- cywilna ultrastruktura i instalacje, które zapewniają wsparcie dla wojsk w strefie bezpieczeństwa (fabryki broni, stacje elektryczne, mosty);
- elementy systemu dowodzenia i kontroli oraz infrastruktura komunikacyjna poziomu strategicznego[7].

Spośród tych obiektów planiści Sojuszu wybrali 36 celów, które miały być zaatakowane w operacji „Deliberate Force” oraz 20 celów, na które lotnictwo NATO miało wykonać uderzenia w ramach obezwładniania zintegrowanego systemu obrony powietrznej (operacja „Deadeye”). Większość z nich położona była w rejonie Sarajewa, a ich wybór odzwierciedlał ogromną determinację dowódcy AIRSOUTH w dążeniu do maksymalnego ograniczenia strat wśród ludności cywilnej oraz strat własnych.
| | Gorażde | Sarajewo | Tuzla | Bihać | Razem |
| --- | ------- | -------- | ----- | ----- | ----- |
| Elementy systemu dowodzenia i kontroli | 3       | 3        | 3     | 3     | 12    |
| Wsparcie lokalnych linii komunikacyjnych | 8       | 11       | 10    | 5     | 34    |
| Elementy wsparcia bezpośredniego | 12      | 17       | 13    | 8     | 50    |
| Wojska lądowe | *       | *        | *     | *     | *     |
| Ogółem | 23      | 31       | 26    | 16    | 96    |
| Najwyższy priorytet „Deadeye” | 17      | 17       | 17    | 21    | 72    |
| Razem | 40      | 48       | 43    | 37    | 168   |
| * Wojska polowe (broń ciężka, koncentracje – w zależności od codziennej, bieżącej sytuacji. Źródło: Robert C. Owen, Deliberate Force. A Case Study..., s.282. |         |          |       |       |       |

W planach operacji „Deadeye” przyjęto, że jej celem będzie zapewnienie bezpieczeństwa samolotom sojuszniczym w czasie wykonywania misji nad Bośnią i Hercegowiną. Zestrzeleni piloci bowiem mogli stać się kartą przetargową w rękach Serbów dążących do powstrzymania kampanii powietrznej NATO. Dowódcy sił Sojuszu i sił pokojowych ONZ zastosowali więc wszelkie możliwe i dostępne środki zapobiegające lub zmniejszające ryzyko wystąpienia takich sytuacji. Operacja „Deadeye” miała zapewnić bezpieczeństwo samolotom NATO, ograniczając poczynania serbskiego zintegrowanego systemu obrony powietrznej oraz umożliwić swobodę prowadzenia kampanii powietrznej „Deliberate Force”.

### Zasady prowadzenia ognia
Załącznik „E” do planu operacji „Deny Flight” OPLAN 40101, zawierał reguły użycia siły w jej trakcie. Na uczestniczące w niej jednostki organizacyjne sił zbrojnych nałożono niezwykle restrykcyjne zasady prowadzenia ognia (Rules of Engagement – ROE). ROE dla będącej wyodrębnioną częścią „Deny Flight” operacji „Deliberate Force” niewiele różniły się od zasad ogólnych. Osobą na najniższym poziomie dowodzenia, uprawnioną do wyrażania zgody na każdorazowe otwarcie ognia był major generał Hal Hornburg, kryptonim Chariot, szef Połączonego Centrum Operacji Powietrznych (Combined Air Operations Center – CAOC) w Vicenzy we Włoszech. Żaden pilot Sojuszu nie był uprawniony do otwarcia ognia, dopóki Chariot lub wyższy od niego w strukturze dowodzenia operacją dowódca nie wyraził na to zgody. Ten fakt, w połączeniu z unikatowymi warunkami ścisłej kontroli nad działaniami wojskowymi i koordynacji z Organizacją Narodów Zjednoczonych podyktowany był koniecznością spełnienia wymagań władz politycznych i wojskowych zarówno ONZ, jak i państw Sojuszu biorących udział w operacji. Niezwykle restrykcyjne zasady użycia broni musiały być jednocześnie wystarczająco elastyczne, aby zapewnić ochronę własnych wojsk oraz umożliwić wykonanie stawianych przed nimi zadań. Działalność wojskowych sił pokojowych z definicji musi podlegać zaostrzonym rygorom użycia broni, jako że siły pokojowe, stabilizacyjne, przymuszające do przerwania ognia, rozejmu, zawarcia pokoju, czy też innych zachowań pożądanych z punktu widzenia dążenia do zakończenia wojny, ochrony ludności cywilnej bądź stabilizacji, same nie reprezentują żadnej ze stron konfliktu i nie są jego stroną. Zasadniczo więc użycie broni w szeroko rozumianych operacjach o charakterze pokojowym ograniczone jest do wypadków samoobrony, co jednak nie wyklucza w konkretnej sytuacji różnego sposobu podejścia w zależności od podejścia do sposobu prowadzenia wojny przez jedną ze stron konfliktu. Zasady te znalazły bardzo silne odzwierciedlenie w prowadzonej przez NATO operacji „Deny Flight” oraz w zmodyfikowanym zakresie także w „Deliberate Force”.
Zasady bezpośredniego użycia siły w operacji „Deny Flight” ustalone zostały w ostatecznej wersji przez memorandum MCM-KAD-084-93. Opracowano je według hierarchii ważności. Na jej najwyższym poziomie znalazła się zasada unikania „niepotrzebnych strat”, zwłaszcza – choć nie tylko – wśród ludności cywilnej (non-collateral demages). Następnie w hierarchii znajdowało się bezpieczeństwo i unikanie strat wśród załóg bojowych samolotów, na samym dopiero końcu potrzeba wykonania misji (celu konkretnego lotu). Taka hierarchia sprowadzała się w praktyce do zasady, że np. pilot samolotu NATO nie mógł podjąć żadnego działania ofensywnego przeciwko wykrytej naziemnej baterii przeciwlotniczej. W razie zaatakowania (np. wystrzelonym w jego kierunku rakietowym pociskiem przeciwlotniczym), mógł jedynie wykonać manewr przeciwrakietowy w celu uniknięcia zestrzelenia, bez zgody dowództwa NATO w Brukseli nie mógł jednak podjąć żadnej akcji ofensywnej przeciwko samej baterii. Zasady te były ostro krytykowane przez wojskowych, wynikały jednak po pierwsze z charakteru operacji, po drugie zaś odpowiadały wymogom i ograniczeniom stawianym przez organy polityczne. W podobnym zakresie, umożliwiały użycie siły reguły odnoszące się do „Deliberate Force”, która i w tym zakresie była częścią operacji „Deny Flight”.
Dla operacji „Deliberate Force”, głównodowodzący Sojuszniczymi Siłami Południowej Europy (Allied Forces Southern Europe – CINCSOUTH) ogłosił aneks ROE do OPLAN 40101, w postaci rozkazu OPORD 45101.5, ustalający zasady użycia siły w operacji „Deliberate Force”. Zgodnie z ustalonymi regułami użycia ognia, w celu unikania ofiar w ludziach, w trakcie ataków na systemy obrony przeciwlotniczej, broń ciężką, linie komunikacyjne oraz inne cele, wyłączone spod uderzeń były koszary. Piloci atakujący mosty, mieli obowiązek uprzedniego przelecenia nad mostem bez wykonania ataku, zaś atak powinien być wykonany wzdłuż osi poprzecznej – prostopadłej do osi mostu, przy czym przy jednym przelocie uwolniona mogła być na cel jedynie jedna bomba. Wymagania wobec sposobu ataków na mosty wywołały obawy pilotów i dowódców lotnictwa stacjonującego w bazie Aviano we Włoszech, zwłaszcza bowiem obowiązek „suchego” przelotu nad bronionym mostem bez wykonania ataku rodził duże ryzyko zniszczenia samolotu i śmierci pilota. Obowiązek ten został zniesiony 12 września 1995 roku, po dwóch tygodniach trwającej już operacji.
Każda sekcja rozkazu ROE zawierała zastrzeżenie wprowadzające obowiązek minimalizacji strat niepożądanych w ludziach i mieniu, bądź też nieakceptowalności takowych. Odnosiło się to także do walk powietrznych oraz zwalczania naziemnych systemów obrony przeciwlotniczej. W praktyce zastrzeżenia o unikaniu strat niepożądanych oraz ścisłe reguły użycia broni okazały się skuteczne, bowiem na 3500 tysiąca lotów oraz ponad 1000 sztuk użytej amunicji wszelkiego rodzaju, zanotowano jedynie dwa potwierdzone wypadki znaczących strat niepożądanych.

## Przebieg operacji
Pod koniec sierpnia 1995 roku bośniaccy Serbowie, ostrzeliwując Gorażde i Sarajewo, zmusili niejako rząd Bośni i Hercegowiny do zwrócenia się z oficjalną prośbą o pomoc do NATO. Prośba ta była tym bardziej uzasadniona, że 18 sierpnia Organizacja Narodów Zjednoczonych podała do publicznej wiadomości informację o wycofaniu kontyngentu brytyjskiego, przy czym nie zamierzano na jego miejsce wprowadzić innych jednostek pokojowych. Rząd Bośni słusznie obawiał się zatem o bezpieczeństwo 60 tysięcy muzułmanów, których pozostawiono bez żadnego wsparcia ze strony społeczności międzynarodowej. Cztery dni później, bośniaccy Serbowie ostrzelali z moździerzy Sarajewo. W wyniku ataku zginęło 6 osób, a około 40 zostało rannych. Rząd w Sarajewie domagał się zatem ukarania sprawców ostrzału, lecz ONZ odmówiła podjęcia jakichkolwiek działań, uznając, że zostali oni wcześniej sprowokowani atakiem bośniackiej armii rządowej na dzielnicę zamieszkałą przez Serbów.

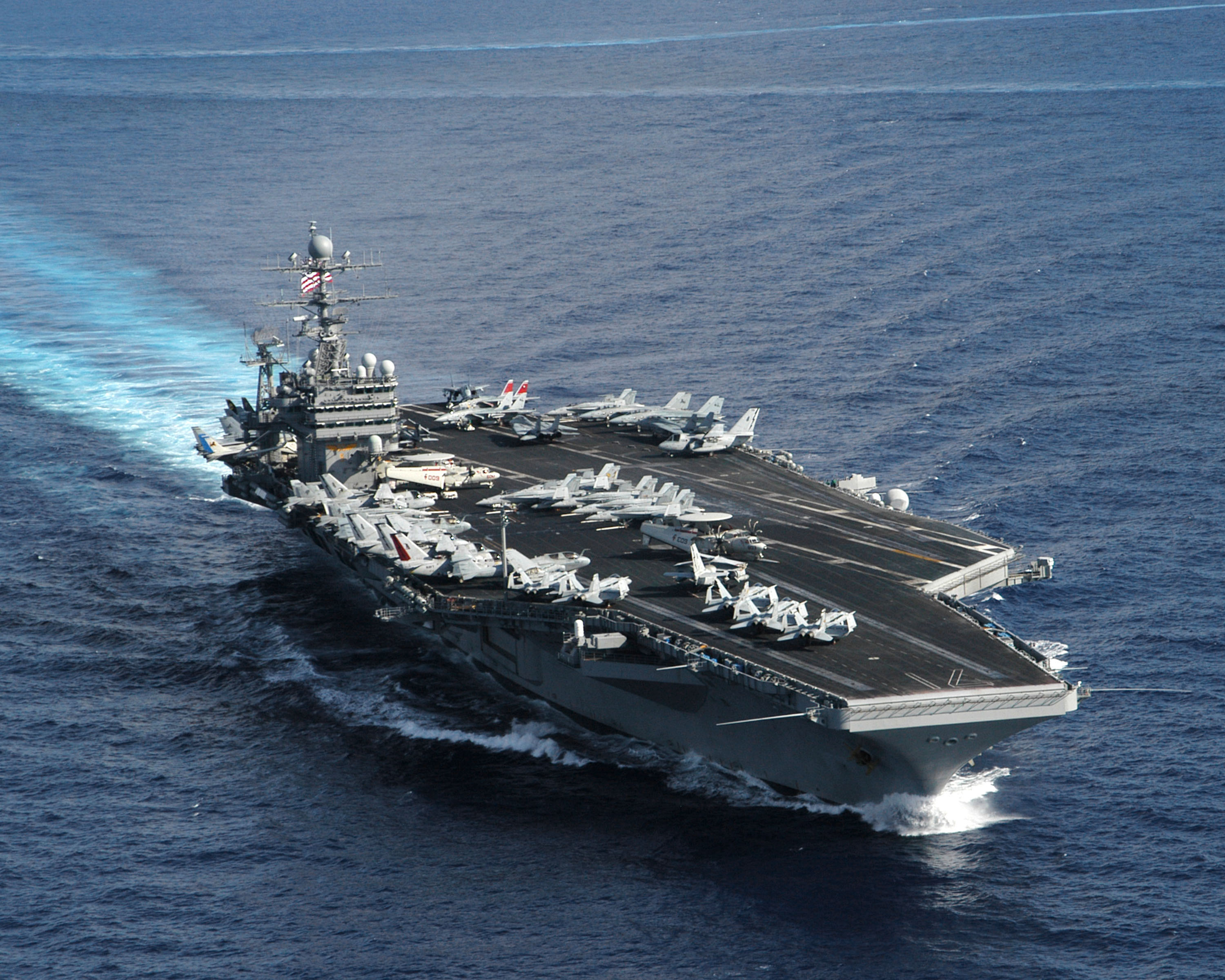
Należący do US Navy lotniskowiec USS „Theodore Roosevelt” (CVN-71)

W tym czasie rząd Bośni i Hercegowiny czynił wiele starań, by zachęcić zarówno państwa zachodnie, jak i NATO do interwencji militarnej. Ambasador Stanów Zjednoczonych przy ONZ Richard Holbrooke, występując w amerykańskim programie telewizyjnym, oświadczył, że jeśli rozmowy pokojowe zostaną zerwane, NATO natychmiast rozpocznie operację powietrzną. Ze względu jednak na wydarzenia w Sarajewie operacja ta została zainicjowana, zanim rozpoczęto rozmowy pokojowe. Bezpośrednim powodem, dla którego zgodnie z opracowanymi wcześniej planami uruchomiono operację „Deliberate Force”, był serbski ostrzał Sarajewa z moździerzy. Krótko po godzinie 10 w poniedziałek 28 sierpnia 1995 roku, na stolicę Bośni spadło 5 pocisków, z których 4 trafiły w znajdujące się w centrum miasta targowisko. W wyniku tego ostrzału śmierć poniosło 37 osób, a ponad 80 zostało rannych. Rząd Bośni zagroził bojkotem mających rozpocząć się rozmów pokojowych, jeśli mimo tego kolejnego już ataku na Sarajewo NATO i ONZ nie zainicjują uderzeń lotniczych. Jedynym czynnikiem, który powstrzymywał jeszcze NATO przed rozpoczęciem operacji „Deliberate Force” była konieczność wykazania, że to rzeczywiście strona serbska ponosi winę za to zajście. W czasie, gdy prowadzący śledztwo oficerowie ONZ poszukiwali dowodów mogących potwierdzić bądź wykluczyć winę Serbów, ostatni żołnierze brytyjskiego kontyngentu sił pokojowych ONZ opuszczali Gorażde, kierując się w stronę granicy z Serbią i Czarnogórą. Po złożeniu raportu potwierdzającego winę bośniackich Serbów za masakrę w Sarajewie, pełniący wówczas obowiązki dowódcy sił pokojowych ONZ (UNPROFOR), generał Rupert Smith oraz admirał Leighton Smith, w nocy z 28 na 29 sierpnia podjęli decyzję o rozpoczęciu operacji powietrznej NATO w Bośni i Hercegowinie. 29 sierpnia 1995 roku, z terytorium Bośni i Hercegowiny wycofali się także żołnierze francuscy, opuszczając ostatnie dwa posterunki obserwacyjne rozmieszczone w pobliżu Sarajewa. Rozwiązano w ten sposób problem brania zakładników z sił pokojowych ONZ przez bośniackich Serbów. Admirał Smith wysłał wiadomość przez Kwaterę Główną NATO w Monsm wzywając samoloty wydzielone do wsparcia operacji „Deny Flight” do przebazowania na wskazane lotniska na terenie Włoch. Ponadto wydał rozkaz nakazujący dowódcy lotniskowca USS „Theodore Roosevelt” (CVN-71) zajęcie na Adriatyku dogodnej pozycji do wykonania uderzeń lotniczych na obiekty znajdujące się na terenie Bośni i Hercegowiny. Tego samego dnia, dowódca Wielonarodowego Centrum Operacji Powietrznych (CAOC) otrzymał oficjalny rozkaz rozpoczęcia kampanii powietrznej „Deliberate Force”.
30 sierpnia 1995 roku, pierwsza grupa uderzeniowa NATO weszła w przestrzeń powietrzną Bośni i Hercegowiny od strony Adriatyku. Pierwsze bomby spadły o godzinie 2:12. Specjalne grupy uderzeniowe zaatakowały obiekty wchodzące w skład zintegrowanego systemu obrony powietrznej w południowo-wschodniej Bośni i Hercegowinie. Cztery samoloty F-16C 510 Eskadry Myśliwskiej z Aviano we Włoszech, za pomocą bomb kierowanych GBU-10 zniszczyły radiową stacje przekaźnikową w pobliżu stolicy bośniackich Serbów, która według ocen ekspertów NATO była kluczowym elementem systemu łączności w regionie, inne natomiast samoloty wykonały uderzenie na kompleks łącznościowy koło Pale, stanowiska startowe przeciwlotniczego systemu rakietowego 2K12 Kub (NATO:SA-6 Gainful) w miejscowości Sokolac oraz obiekty znajdujące się w rejonie Tuzli, w północno-centralnej części Bośni. Następne pięć grup samolotów wykonało uderzenia na obiekty znajdujące się w pobliżu Sarajewa.
| Sobota                          | Niedziela                             | Poniedziałek | Wtorek      | Środa                        | Czwartek                         | Piatek                                                              |
| ------------------------------- | ------------------------------------- | ------------ | ----------- | ---------------------------- | -------------------------------- | ------------------------------------------------------------------- |
| 27 sierpnia                     | 28 sierpnia Ostrzał rynku w Sarajewie | 29 sierpnia  | 30 sierpnia | 31 sierpnia                  | 1 września Przerwa w działaniach | 2 września                                                          |
| 3 września                      | 4 września Przerwa w działaniach      | 5 września   | 6 września  | 7 września                   | 8 września                       | 9 września Pierwsze uderzenie w płn.-zach. Bośni w ramach „Deadeye” |
| 10 września Atak za pomocą TLAM | 11 września                           | 12 września  | 13 września | 14 września Przerwanie ognia | 15 września                      | 16 września                                                         |

| Kolorem oznaczono dni w których Sojusz rzeczywiście wykonywał loty. |

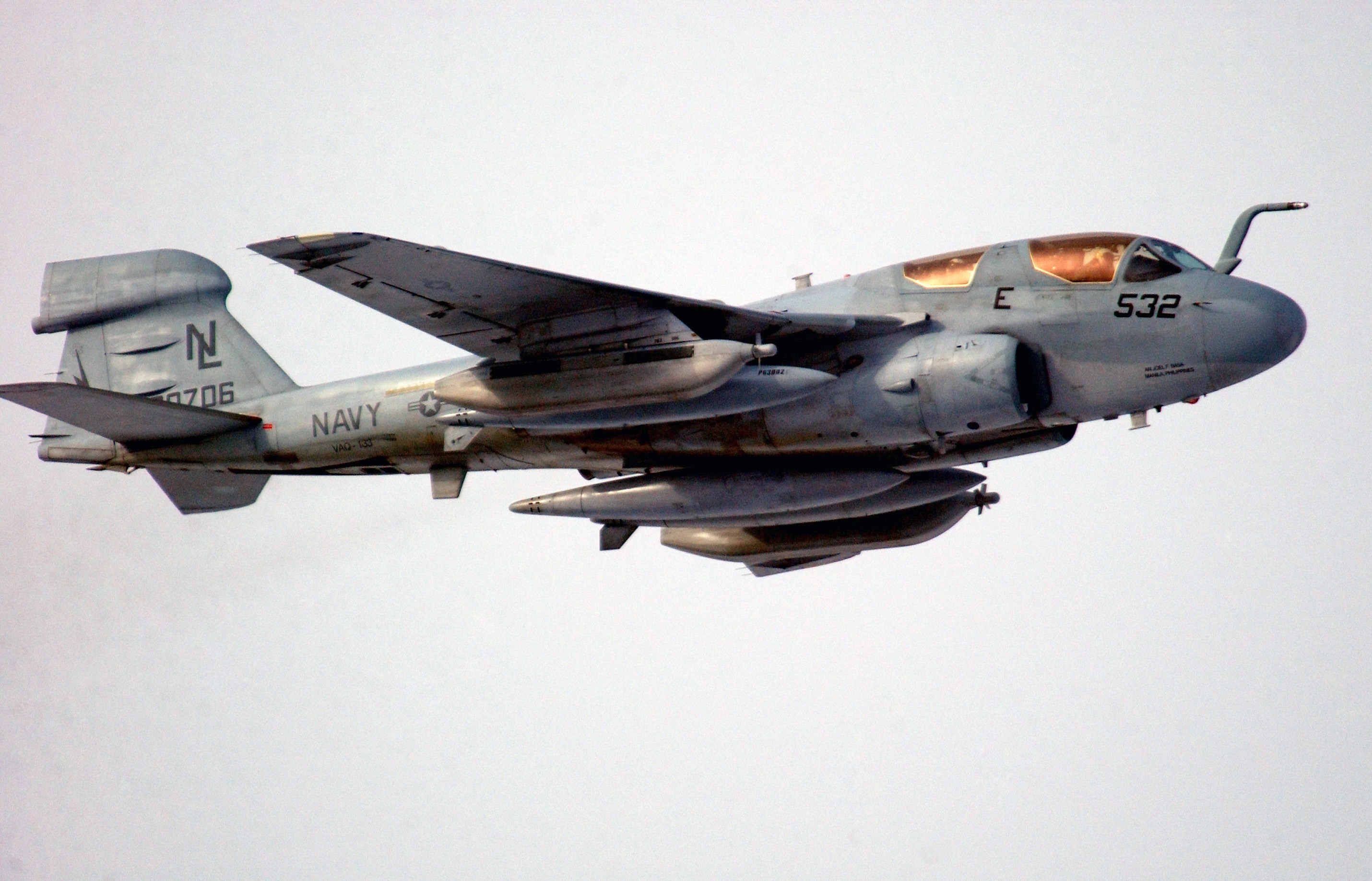
Northrop Grumman EA-6B Prowler

Lotnictwo NATO wykonywało również misje rozpoznania powietrznego – zarówno przed atakami samolotów uderzeniowych Sojuszu, jak i po przeprowadzonych atakach, W ramach osłony wszystkich grup uderzeniowych realizowano misje obezwładniania obrony powietrznej. W operacjach tego rodzaju wykonywano loty z pociskami przeciwradarowymi AGM-88 HARM, poszukując miejsc rozmieszczenia przeciwlotniczych zestawów rakietowych bośniackich Serbów. Współdziałano też w tym zakresie z samolotami walki elektronicznej EF-111A Raven oraz wydzielonymi do tych misji z lotnictwa marynarki wojennej EA-6B Prowler, które jednocześnie spełniały rolę samolotów przełamania obrony powietrznej. W pierwszym dniu operacji wykonano także bezpośrednie wsparcie lotnicze. Wszystkie te działania były bardzo dobrze skoordynowane przez Wielonarodowe Centrum Operacji Powietrznych z ogniem artyleryjskim prowadzonym przez siły szybkiego reagowania ONZ. Według ocen ekspertów ONZ, siły te zniszczyły 19 obiektów, z których większość stanowiło ciężkie uzbrojenie serbskiej armii. Organy decyzyjne bośniackich Serbów odpowiedziały groźbami masowych, niekontrolowanych działań odwetowych skierowanych przeciwko mieszkańcom Sarajewa. W rzeczywistości jednak odpowiedź Serbów była relatywnie lekka – raport sekretarza generalnego stwierdza jedynie upadek kilku pocisków artyleryjskich na pozycje zajmowane przez UNPROFOR, które nie spowodowały strat wśród żołnierzy. Lotnictwo NATO zapewniało całodobową osłonę, utrzymując w powietrzu bojowe patrole powietrze oraz samoloty tankowania powietrznego w przydzielonych strefach nad Adriatykiem. W powietrzu dyżurowały także samoloty ABCCC oraz powietrzne środki rozpoznania i obserwacji elektronicznej. O godzinie 17:16 bośniaccy Serbowie zestrzelili jednak francuski samolot Mirage 2000K. Incydent ten miał miejsce w odległości około 20 mil na południowy wschód od Pale. Do dowództwa dotarła informacja że obaj piloci zdołali się katapultować. Mimo usilnych starań nie udało się ich jednak zlokalizować i przewieźć w bezpieczne miejsce. W operację poszukiwawczo-ratowniczą zaangażowano między innymi dwa śmigłowce MH-53 Pave Low i jeden samolot HC-130, a także załogę AWACS. Kontrolerzy tego samolotu natychmiast po uzyskaniu informacji o zestrzeleniu Mirage wysłali w rejon katapultowania samolot F-15E, którego załoga odpowiadała za początkową fazę misji poszukiwawczo-ratowniczej. Dopiero jednak 6 września udało się wykryć urządzenia sygnalizujące miejsce znajdowania się pilotów, co uzasadniało potrzebę przeprowadzenia misji rozpoznania powietrznego. Następnego dnia wysłano kolejną grupę rozpoznawczą, której zadaniem miało być zlokalizowanie i udzielenie pomocy zestrzelonym pilotom. w osiągnięciu celu przeszkodziła jednak gęsta mgła. Po poprawie pogody 8 września, wysłano w rejon zespół bojowego poszukiwania i ratownictwa (Combat Search and Rescue – CSAR), którego zadaniem było odnalezienie zestrzelonych pilotów francuskich. Podczas tej misji bośniaccy Serbowie ostrzelali śmigłowiec NATO z ciężkiego karabinu maszynowego, ranili dwóch członków załogi oraz uszkodzili jeden z samolotów działających w tamtym rejonie. Eskortujące grupę ratowniczą samoloty A-10 ze 104 Grupy Myśliwskiej odpowiedziały ogniem, niszcząc jeden z serbskich pojazdów. Stanowiło to ostatnią aktywną próbę zlokalizowania załogi francuskiej. Od tego momentu zespoły CSAR pozostawały jedynie w gotowości do wykonania misji poszukiwawczo-ratowniczej. Później okazało się, że Francuzi zostali pojmani i byli przetrzymywani przez bośniackich Serbów.

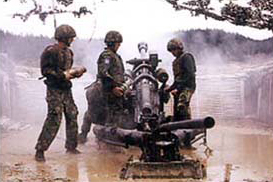
Żołnierze wchodzącego w skład Wielonarodowej Brygady ONZ (MNB) brytyjskiego 19 królewskiego pułku artylerii podczas ostrzału serbskich pozycji 30 września 1995 roku.

We wczesnych godzinach rannych 31 sierpnia trzy zespoły uderzeniowe zaatakowały obiekty w rejonie Sarajewa. Większość z nich stanowiły elementy zintegrowanego systemu obrony powietrznej bośniackich Serbów. Ponadto wykonano uderzenia na składy amunicji i magazyny uzbrojenia oraz infrastrukturę zabezpieczenia technicznego. Odwołano jednak wiele misji uderzeniowych, a efektywność tych, które wykonano, była wątpliwa. Zdaniem autorów raportu opracowanego dla Zgromadzenia Ogólnego Narodów Zjednoczonych wpłynęły na to głównie niekorzystne o tej porze roku warunki atmosferyczne na Bałkanach. Organy decyzyjne NATO, informując o tym dowództwo UNPROFOR podkreśliły, że dysponując samolotami działającymi w każdych warunkach atmosferycznych NATO byłoby w stanie przeprowadzić odpowiednie operacje, gdyby nie zbyt restrykcyjne reguły użycia siły (Rules of Engagement – RoE), nakazujące każdorazowe wzrokowe rozpoznanie obiektów uderzeń.
1 września na prośbę dowódcy sił pokojowych ONZ w byłej Jugosławii, na 24 godziny wstrzymano ofensywne operacje powietrzne NATO. Z powodów politycznych odstąpiono od użycia wszystkich zaplanowanych na ten dzień zespołów uderzeniowych. Misje taktycznego rozpoznania powietrznego skupiono na ocenie skutków dotychczasowych uderzeń. Na zapotrzebowanie zgłoszone przez oenzetowskie siły szybkiego reagowania, rozpoznanie przeprowadziły niemieckie samoloty Tornado. Jednostki artylerii tych sił w dalszym bowiem ciągu ostrzeliwały pozycje bośniackich Serbów. Kontynuowano także bojowe patrole oraz monitorowanie przestrzeni powietrznej nad obszarami konfliktu. Wszystkie te działania wspierały samoloty tankowania w powietrzu oraz powietrznego dowodzenia i kontroli (ABCCC). Zaplanowane pierwotnie na 24 godziny wstrzymanie ofensywnych działań lotniczych przedłużono na czas nieokreślony. Czas ten przeznaczono na kontynuowanie negocjacji politycznych, których celem było rozwiązanie konfliktu bez dalszego użycia lotnictwa Sojuszu. Samoloty przygotowane do wykonania tych misji przez cały dzień utrzymywano na lotnisku w gotowości do natychmiastowego użycia. Mimo złych warunków atmosferycznych, w dalszym ciągu kontynuowano misje patroli powietrznych. Samoloty wczesnego wykrywania i powiadamiania monitorowały przestrzeń powietrzną nad terytorium Bośni i Hercegowiny, a samoloty walki elektronicznej prowadziły rozpoznanie i obserwację w obszarze operacji. Misje te wspierało lotnictwo tankowania w powietrzu.
3 września przedłużono zakaz prowadzenia ofensywnych operacji powietrznych do 4 września. Samoloty sojuszu wykonywały jednak loty demonstracyjne, dając zwaśnionym stronom wyraźny sygnał o swojej obecności w rejonie konfliktu, co miało wywołać określony efekt psychologiczny. Oddziały sił pokojowych ONZ nie wstrzymały natomiast ostrzału artyleryjskiego pozycji bośniackich Serbów.
Na pierwszej konferencji po zakończeniu przerwy operacyjnej dowódca AIRSOUTH oświadczył: „Teraz mamy trzy warunki, jakie muszą spełnić bośniaccy Serbowie: a) zaprzestać ataków na strefy bezpieczeństwa; b) rozpocząć natychmiastowe wycofywanie ciężkiego uzbrojenia z 20-kilometrowej strefy bezpieczeństwa wokół Sarajewa; c) zapewnić swobodę przemieszczeń siłom pokojowym oraz środkom dostarczającym pomoc humanitarną oraz umożliwić dostęp do portu lotniczego w Sarajewie.”.
5 września, bez powodzenia, zakończone zostały negocjacje polityczne. Rankiem tego dnia, samoloty patrolowe NATO zarejestrowały, że serbska broń ciężka nie opuszcza Sarajewa. Zarówno dla CINC, jak i dla generała Janviera stało się oczywistym, że bośniaccy Serbowie po raz kolejny nie dostosowali się do warunków zawieszenia broni, co więcej – że ich władze polityczne nie kontrolują już działań gen. Mladicia. W związku z zaistniałą sytuacją, o godzinie 10:00 Sojusz Północnoatlantycki i ONZ wspólnie podjęły decyzję o wznowieniu ofensywnych operacji powietrznych. W godzinach popołudniowych sekretarz generalny NATO Claes ogłosił, że z powodu niedostosowania się bośniackich Serbów do żądań postawionych przez ONZ Sojusz północnoatlantycki jest zmuszony do wznowienia operacji „Deliberate Force”. Generał Ryan otrzymał jednakże wyraźny rozkaz, by nie rozpoczynać uderzeń powietrznych przez godziną 13:00 czasu środkowoeuropejskiego. W pierwszej kolejności zaatakowano te obiekty, które wytypowano w wyniku przeprowadzonej oceny skutków zdarzeń – okazało się bowiem, że stopień ich porażenia był mniejszy, niż pierwotnie zakładano. 6 września, obok podjęcia kolejnej próby zlokalizowania pilotów zestrzelonego francuskiego Mirage 2000, wykonano pięć uderzeń na kolejne obiekty uzgodnione wcześniej przez grupę koordynacji celów. Nowymi obiektami uderzeń były kluczowe mosty oraz punkty kontrolne, które wskazał dowódca sił pokojowych ONZ. Ich zniszczenie w znacznym stopniu umożliwiało mu osiągnięcie założonych celów operacji. W tym dniu pierwszy udział w „Deliberate Force” odnotowały włoskie samoloty Tornado. Lotnictwo NATO przeprowadziło wówczas także jeden ponowny atak na obiekty, które specjaliści Sojuszu uznali za niewystarczająco wcześniej porażone.
Obok ostatniej już misji ratunkowej zestrzelonych pilotów Mirage, 8 września uszczegóławiano także plany uderzeń na elementy zintegrowanego systemu obrony powietrznej w północno-zachodniej Bośni i Hercegowinie. Zakończono przygotowania do użycia środków rażenia dalekiego zasięgu (stand off), które pozwalały wykonywać uderzenia na obiekty silnie bronione, spoza zasięgu ognia naziemnych środków obrony powietrznej. Cztery grupy ponowiły uderzenia na 15 atakowanych wcześniej obiektów. Zmieniono też zadania 19 samolotów wielozadaniowych, wyznaczonym pierwotnie do bezpośredniego wsparcia lotniczego i skierowano je do przechwycenia 8 samolotów bośniackich Serbów. Na 9 września 1995 roku zaplanowano użycie pięciu zespołów uderzeniowych. Ze względu jednak na złe warunki atmosferyczne, dwa z nich odwołano. Trzy pozostałe zespoły, choć z opóźnieniem, wykonały jednak swoje zadania wykonując uderzenia na zaplanowane obiekty. Tego dnia, do zwalczania elementów zintegrowanego systemu obrony powietrznej, w bardzo dobrze bronionej północno-wschodniej części Bośni po raz pierwszy użyto jednocześnie pocisków AGM-88 HARM i GBU-15. W nalocie, którego celem było obezwładnienie obrony powietrznej, wzięło udział 30 maszyn Sojuszu, które zaatakowały siedem pozycji startowych przeciwlotniczych systemów rakietowych w miejscowościach Majikici, Dojni, Vakuf i Kolonija. Meldunki o możliwym wycofaniu się pojazdów bośniackich Serbów późnym wieczorem, zaowocowały czasowym wstrzymaniem ataków powietrznych na obiekty w bezpośrednim sąsiedztwie Sarajewa.
Po zestrzeleniu samolotu kapitana O’Grady’ego opinia publiczna otrzymała kolejny dowód na to, że lotnictwo Sojuszu nie jest odporne na serbskie ataki. W celu ochrony życia pilotów, dowództwo AIRSOUTH postanowiło, że każdy samolot latający nad Bośnią musi mieć zapewnione pełne pokrycie SEAD. Pełne pokrycie SEAD oznacza przy tym 14 samolotów niezbędnych do zneutralizowania systemów instalacji zintegrowanego systemu obrony obszaru powietrznego, w tym samoloty z urządzeniami do elektronicznego zakłócania oraz samoloty wyposażone w rakietowe pociski przeciwradarowe. Bosiaccy Serbowie zorganizowali efektywny system wczesnego ostrzegania, który razem z dużą liczbą elementów przeciwlotniczych zlokalizowany był okolicy miejscowości Banja Luka w północno-zachodniej Bośni. Dowództwo AIRSOUTH stało na stanowisku, że bojowe patrole w rejonie Banja Luki celem zapobiegania startom stamtąd serbskich samolotów były niepotrzebnym i nieakceptowalnym ryzykiem.

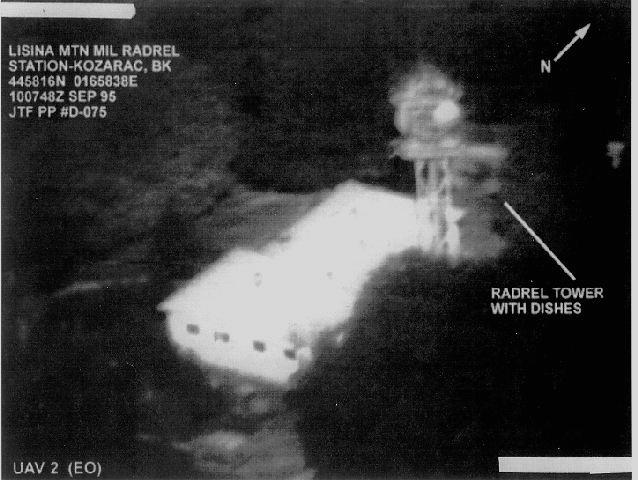
Przekaźnik radiowy na górze Lisina przed atakiem TLAM

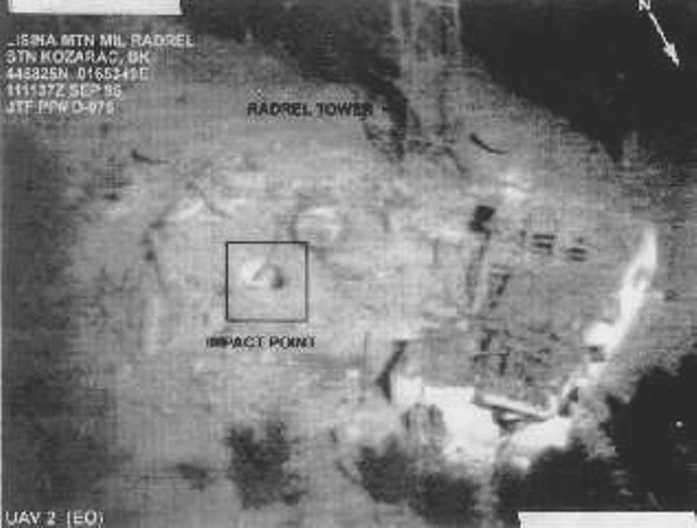
Przekaźnik radiowy po ataku pocisków Tomahawk

Po pierwsze, serbski radar mógł wykryć samoloty NATO na czas, co pozwoliłoby Serbom zrezygnować ze startu w danym momencie, po drugie, samoloty NATO znalazłyby się w bardzo niebezpiecznym środowisku nasyconym systemami obrony przeciwlotniczej, wreszcie – ograniczone zasoby NATO w zakresie środków SEAD ograniczały możliwości Sojuszu w tym zakresie. W związku z tym każda próba lotu w rejon Banja Luki mogła zakończyć się niepowodzeniem. Podgrzało to debatę w NATO na temat efektywności prowadzonej od trzech lat operacji „Deny Flight”. Niektórzy członkowie Sojuszu nie chcieli okazać nieskuteczności NATO wobec słabych sił powietrznych Republiki Serbskiej, inni natomiast wyrażali obawy o wpływ swojej krajowej polityki wewnętrznej na budżet ich własnych sił powietrznych. Problem nasilił się w połowie lipca, kiedy należący do NATO samolot wczesnego ostrzegania (NATO Airborne Early-warning – NAEW) wykrył starty i lądowania z Banja Luki. Serbowie wykorzystywali w ten sposób lukę w natowskim systemie kontroli przestrzegania zakazu lotów nad Bośnią i Hercegowiną.
W tej nieprzyjemnej dla Sojuszu sytuacji dowództwo CINC stanęło na stanowisku, że loty w pobliże Banja Luki nie będą możliwe, dopóki elementy serbskiego zintegrowanego systemu obrony powietrznej w tym rejonie nie zostaną zneutralizowane. CINC zażądało wobec tego przyznania do dyspozycji samolotów stealth F-117A, i wprawdzie uzyskało amerykańską zgodę, na przeszkodzie ich użyciu stanął brak zgody rządu Włoch, urażonego nieprzyznaniem przedstawicielowi tego kraju miejsca w Wielonarodowym Centrum operacji Powietrznych (CINC), na ich lądowanie w bazie Aviano. CINBC stanęło wobec tego przed koniecznością wykorzystania innych środków rażenia tych celów. Wykonane jednak przez F-15E ataki za pomocą bomb GBU-15 oraz pocisków SLAM ataki, nie przyniosły oczekiwanych rezultatów – nie wyłączając z użytku serbskich systemów obrony powietrznej w tym silnie bronionym rejonie Banja Luki, zwłaszcza zaś radiowej stacji przekaźnikowej na górze Lisina oraz tamtejszego systemu wczesnego ostrzegania, a stacji przekaźnikowych w Mrkonjic, Glamoc i Prnjavor. Wobec powyższego, dowództwo postanowiło przeprowadzić atak za pomocą broni stand-off w postaci pocisków Tomahawk TLAM. 10 września 1995 roku, krążownik rakietowy typu Ticonderoga USS „Normandy” (CG-60) wystrzelił 13 pocisków TLAM, z których 7 trafiło w stację wczesnego ostrzegania na górze Lisina pozostałe zaś uderzyły w stacje przekaźnikową, wyłączając je z użytku. Przeprowadzony po uderzeniu rekonesans wykazał, że z wystrzelonych 13 pocisków, swoje cele znalazło 10 pocisków manewrujących.
11 września cztery zespoły uderzeniowe wykonały ataki na 10 obiektów. Kolejne ataki zamierzano przeprowadzić w nocy z 11 na 12 września, i miały w nim wziąć udział samoloty F-117A. W związku jednak z brakiem włoskiej zgody na ich lądowanie w Aviano, gen. Ryan zdecydował się na uderzenie przy wykorzystaniu posiadanych przez siebie środków, co jednak wiązało się z koniecznością przesunięcia operacji i przeprowadzenie jej za dnia Zespół uderzeniowy ograniczono do grupy obezwładniania obrony powietrznej (SEAD) oraz dwóch samolotów F-15E, które kierowanymi bombami lotniczymi zniszczyły radiową stację przekaźnikową Mrkonjic. 12 września lotnictwo NATO uderzyło także na magazyny amunicji w rejonie Doboju, na północny zachód od Tuzli. Akceptacje tego ataku otrzymano 11 września, na co z całą pewnością wpłynął przeprowadzony przez Serbów dwa dni wcześniej ostrzał artyleryjski lotniska w Tuzli.
13 września kontynuowano ataki na zintegrowany system obrony powietrznej w północno-wschodniej Bośni i Hercegowinie. Do niszczenia obiektów wykorzystywano głównie pociski SLAM. Panujące nad Bośnią trudne warunki atmosferyczne znacząco ograniczyły jednak zakres operacji powietrznych. Nie wykonano około 40% zaplanowanych na ten dzień lotów. Po godzinie 20:00, tylko dwa samoloty wyznaczone do misji obezwładniania obrony powietrznej oraz bojowych patroli powietrznych działały w przestrzeni powietrznej Bośni i Hercegowiny. Było to ostatnie z uderzeń, jakie lotnictwo NATO wykonało w ramach operacji „Deadeye”. Uderzenia zaplanowane na 14 września nie doszły do skutku z uwagi na złe warunki atmosferyczne, zdaniem jednak ekspertów Sojuszu Północnoatlantyckiego operacja „Deadeye” zakończyła się powodzeniem, ponieważ lotnictwo zniszczyło lub zneutralizowało zintegrowany system obrony powietrznej bośniackich Serbów na całym terenie Bośni i Hercegowiny. W tym czasie prowadzone były już rozmowy nad porozumieniem o przerwaniu ognia, jednakże muzułmańska ofensywa w północno-zachodniej Bośni poważnie zagroziła postępowi rokowań. Dodatkowo, 17 września o godzinie 17:55 Serbowie odpalili pociski rakietowe z wyrzutni naramiennych do dwóch natowskich samolotów F-15. Incydent miał miejsce 20 kilometrów na wschód od Sarajewa. Generał Rupert Smith nie złożył jednak oficjalnego protestu przeciwko temu aktowi złej wiary.
Na dzień przed wprowadzeniem w życie porozumienia o przerwaniu ognia bośniaccy Serbowie nadal utrzymywali ciężkie uzbrojenie wokół Sarajewa. Dowódcy jednostek obawiali się bowiem, że po wycofaniu tego uzbrojenia zostaną zaatakowani przez siły Bośni i Hercegowiny. Generał Mladić oczekiwał zatem od ONZ gwarancji bezpieczeństwa, wiedząc o zgrupowaniu sił Bośni i Hercegowiny w pobliżu północnej części Sarajewa. Jego obawy były o tyle uzasadnione, że ONZ dopuściło wcześniej do zajęcia Srebrenicy przez jego siły – sytuacja mogła się teraz powtórzyć, a zmieniłyby się tylko role. W odpowiedzi na list przesłany przez dowódcę sił pokojowych ONZ w byłej Jugosławii (UNPF) o godzinie 22:00 wstrzymano wszelkie ofensywne operacje powietrzne. Przedstawiciele wszystkich zwaśnionych stron zgodzili się bowiem na warunki porozumienia pokojowego wypracowanego przez negocjatorów ONZ. Zgodnie z tym porozumieniem, strony zobowiązywały się do:
1. przerwania wszelkich ofensywnych operacji prowadzonych w rejonie Sarajewa;
2. wycofania ciężkiego uzbrojenia z tego rejonu w ciągu 44 godzin;
3. otwarcia bezpiecznych dróg do Sarajewa;
4. otwarcia portu lotniczego w Sarajewie;
5. przeprowadzenia spotkania dowódców armii Bośni i Hercegowiny oraz bośniackich Serbów w celu sformalizowania porozumienia o zaprzestaniu wrogich działań;
6. respektowania wstępnego, trwającego 72 godziny, zawieszenia broni (17 września 1995 roku);
7. zastosowania się do wstępnych warunków wstrzymania ognia, które powinno zaowocować dodatkowym 72-godzinnym przerwaniem ognia[c]

Po wyrażeniu przez strony konfliktu zgody na przedstawione wyżej żądania, operację „Deliberate Force” uznano za zakończoną z dniem 20 września 1995 roku. Nadal trwała jednak operacja „Deny Flight”, którą zakończono dopiero w grudniu 1995 roku.

## Siły Sojuszu
W operacji „Deliberate Force” udział wziął personel 15 państw, w każdym czasie dostępnych do wykorzystania było ponad 400 samolotów (w tym 222 myśliwskie), około 260 z nich bazowało wraz z niezbędnym personelem we włoskiej bazie Aviano, w operacji wykorzystano 18 baz wojskowych w pięciu krajach w całej Europie oraz maksymalnie do trzech lotniskowców na Adriatyku. W skład statków powietrznych NATO wchodziły zarówno samoloty, jak też helikoptery i UAV. Były wśród nich zarówno platformy bojowe (uzbrojone statki powietrzne), jak i „nieśmiercionośne” maszyny wsparcia (choć niektóre z nich zdolne do samoobrony).

### Samoloty
| Państwo           | Liczba samolotów | Typ samolotu       | Stacjonowanie       |
| ----------------- | ---------------- | ------------------ | ------------------- |
| Francja           | 8                | Mirage F-1         | Istrana             |
| Francja           | 8                | Jaguar             | Istrana             |
| Francja           | 18               | Mirage 2000        | Cervia              |
| Francja           | 6                | Super Etendard     | lotniskowiec "Foch” |
| Francja           | 1                | E-3                | Avord               |
| Francja           | 1                | C-135              | Istres              |
| Francja           | 8                | Puma               | Brindisi            |
| Niemcy            | 14               | Tornado            | Piacenza            |
| Włochy            | 8                | Tornado            | Ghedi               |
| Włochy            | 6                | AMX                | Istrana             |
| Włochy            | 1                | KC-135             | Piza                |
| Włochy            | 1                | C-130              | Piza                |
| Włochy            | 4                | G-222              | Piza                |
| NATO              | 4                | E-3A               | Geilenkirchen       |
| NATO              | 4                | E-3A               | Trapani             |
| NATO              | 4                | E-3A               | Preweza             |
| Holandia          | 18               | F-16               | Villafranca         |
| Hiszpania         | 1                | CASA C-212         | Dal Molin           |
| Hiszpania         | 8                | EF-18              | Aviano              |
| Hiszpania         | 2                | KC-130             | Aviano              |
| Turcja            | 16               | F-16               | Ghedi               |
| Wielka Brytania   | 6                | Tornado            | Gioia del Colle     |
| Wielka Brytania   | 17               | Harrier            | Gioia del Colle     |
| Wielka Brytania   | 6                | Sea Harrier        | HMS „Invincible”    |
| Wielka Brytania   | 2                | K-1 Tristar L-1011 | Palermo             |
| Wielka Brytania   | 2                | E-3D               | Aviano              |
| Stany Zjednoczone | 20               | F-16               | Aviano              |
| Stany Zjednoczone | 12               | O/A-10             | Aviano              |
| Stany Zjednoczone | 7                | EC-130             | Aviano              |
| Stany Zjednoczone | 4                | AC-130             | Aviano              |
| Stany Zjednoczone | 6                | EF-111A            | Aviano              |
| Stany Zjednoczone | 12               | KC-135             | Piza                |
| Stany Zjednoczone | 12               | KC-135             | Istres              |
| Stany Zjednoczone | 10               | EA-6B              | Aviano              |
| Stany Zjednoczone | 24               | F/A-18             | USS „America”       |
| Stany Zjednoczone | 5                | KC-10              | Genua               |
| Stany Zjednoczone | 8                | E-3A               | Geilenkirchen       |

W prowadzonych operacjach wykorzystano bazy lotnicze w Avioano, Genui, Pizie, Palermo, Gioia del Colle, Brindisi, Piacenza, Trapani, Villafranca, Cerevia, Ghedi, Preweza, Istrana i Gioia del Colle we Włoszech oraz Geilenkirchen w Niemczech.

### Amunicja

#### Broń precyzyjnego rażenia
Opisywane często jako „rewolucyjne” użycie broni precyzyjnego rażenia w operacji „Desert Storm” zaowocowało w operacji „Deliberate Force”. W tej wielonarodowej operacji użyto 1026 bomb i pocisków (nie licząc pocisków artyleryjskich, rakiet i pocisków antyradarowych „HARM” z których 708 (69%) stanowiły precyzyjnie naprowadzane za pomocą lasera, układu elektro-optycznego (EO) lub na podczerwień (IR)). Mimo że całkowity tonaż bomb był mniejszy niż 500 ton – mniej niż 1 procent z 70.000 ton zrzuconych w „Desert Storm”, proporcja użytej broni precyzyjnego rażenia do broni niekierowanej w „Deliberate Force” była ponad osiem razy większa niż w operacji „Desert Storm”. Jednocześnie jednak, tylko Stany Zjednoczone, Wielka Brytania, Francja i Hiszpania dysponowały samolotami zdolnymi do prowadzenia bombardowań przy użyciu broni precyzyjnego rażenia. Na 708 użytych jednostek broni tego rodzaju, Stany Zjednoczone wykorzystały 622 (87,8%), Wielka Brytania 48 (6,8%), Hiszpania 24 (3,4%) oraz Francja 14 (2%). Użycie broni precyzyjnego rażenia, przedstawia tabela.
|                                                   | Francja               | Niemcy                | Włochy                | Holandia              | Hiszpania             | Wielka Brytania       | Stany Zjednoczone     | Ogółem                |
| Naprowadzane laserowo                             | Naprowadzane laserowo | Naprowadzane laserowo | Naprowadzane laserowo | Naprowadzane laserowo | Naprowadzane laserowo | Naprowadzane laserowo | Naprowadzane laserowo | Naprowadzane laserowo |
| ------------------------------------------------- | --------------------- | --------------------- | --------------------- | --------------------- | --------------------- | --------------------- | --------------------- | --------------------- |
| GBU-10                                            |                       |                       |                       |                       |                       |                       | 303                   | 303                   |
| GBU-12                                            | 10                    |                       |                       |                       |                       |                       | 115                   | 125                   |
| GBU-16                                            |                       |                       |                       |                       | 24                    | 48                    | 143                   | 215                   |
| GBU-24                                            |                       |                       |                       |                       |                       |                       | 6                     | 6                     |
| AS-30L                                            | 4                     |                       |                       |                       |                       |                       |                       | 4                     |
| Razem                                             | 14                    | 0                     | 0                     | 0                     | 24                    | 48                    | 567                   | 653                   |
| Naprowadzane elektro-optycznie lub na podczerwień |                       |                       |                       |                       |                       |                       |                       |                       |
| SLAM                                              |                       |                       |                       |                       |                       |                       | 10                    | 10                    |
| GBU-15                                            |                       |                       |                       |                       |                       |                       | 9                     | 9                     |
| AGM-65                                            |                       |                       |                       |                       |                       |                       | 23                    | 23                    |
| Razem                                             | 0                     | 0                     | 0                     | 0                     | 0                     | 0                     | 42                    | 42                    |
| TLAM                                              |                       |                       |                       |                       |                       |                       | 13                    | 13                    |
| Razem                                             | 14                    | 0                     | 0                     | 0                     | 24                    | 48                    | 622                   | 708                   |

W trakcie operacji „Deliberate Force” lotnictwo NATO wykonało łącznie 3536 samolotolotów. W trwającej 17 dni operacji, dzienny wysiłek lotnictwa wyniósł 207 samolotolotów. Nad terytorium Bośni i Hercegowiny wykonano 2470 samolotolotów, a pozostałe 1065 stanowiły wsparcie które wykonano poza przestrzenią powietrzną tego państwa. Ze wskazanej wyżej liczby samolotolotów wykonanych nad Bośnia i Hercegowiną 39% stanowiły misje uderzeniowe, w których użyto 1026 bomb i pocisków rakietowych – wyłączając pociski antyradiolokacyjne HARM oraz pocisków z działek pokładowych. Rzeczą charakterystyczną jest fakt, że aż 708 z nich było środkami precyzyjnego rażenia (69%), pozostałe zaś 318 (31%) to środki nieprecyzyjne. To pierwszy tak wysoki udział środków rażenia precyzyjnego w historii. W ciągu 11 z 17 dni kampanii powietrznej zniszczono 48 obiektów, obejmujących 318 pożądanych uśrednionych punktów uderzenia (DMPI). Zastosowanie środków precyzyjnego rażenia pozwoliło uniknąć niepotrzebnych strat wśród ludności cywilnej (collateral damages) oraz osiągnąć założone na wstępie cele operacji.
Precyzyjne środki rażenia wykorzystywane były przez lotnictwo NATO do niszczenia trzech głównych grup obiektów:
- zintegrowanego systemu obrony powietrznej bośniackich Serbów, obejmującego także stanowiska dowodzenia i kierowania oraz centra łączności;
- magazynów uzbrojenia i zaopatrzenia;
- mostów oraz linii komunikacyjnych;

Niekierowane środki rażenia używano natomiast do niszczenia magazynów amunicji i zaopatrzenia oraz zwalczania systemu obony powietrznej.
Największy wkład w operacje wniosły amerykańskie siły zbrojne (siły powietrzne, marynarka wojenna i korpus piechoty morskiej). Według oceny zawartej w częściowo jedynie odtajnionym opracowaniu „Deliberate Force Combat Air Assessments”, w ramach operacji „Deliberate Force” oraz „Deadeye” lotnictwo uzyskało 406 trafień, z czego 374 przy użyciu precyzyjnych środków rażenia, a 32 z wykorzystaniem środków klasycznych. Rezultaty te osiągnięto jednak w 618 próbach (69%). Najlepsze wyniki osiągnęło lotnictwo sił powietrznych – 69&, a najmniejsze lotnictwo marynarki wojennej – 39%.
| Samoloty | Środki rażenia       | Liczba użytych środków | Liczba trafień | Efektywność |
| -------- | -------------------- | ---------------------- | -------------- | ----------- |
| F-15     | GBU-10 GBU-12 GBU-15 | 72 18 9                | 48 18 5        | 67 100 56   |
|          | Razem                | 99                     | 71             | 72          |
| F-16     | GBU-10 GBU-12        | 204 81                 | 132 58         | 65 72       |
|          | Razem                | 285                    | 190            | 67          |
| A-10     | AGM-65               | 23                     | 21             | 91          |
|          | Ogółem               | 407                    | 282            | 89          |

Z danych amerykańskich wynika, że 96 bomb kierowanych GBU-10 nie trafiło w cel, co wynikało najczęściej z problemów technicznych samej bomby (36%) oraz trudnych warunków atmosferycznych (33%). Bardzo dobre wyniki osiągnięto natomiast przy użyciu AGM-65, gdyż tylko 9% tych pocisków chybiło.
Pozostały wysiłek lotnictwa NATO w tej operacji obejmował bojowe patrole powietrzne – 8%, obezwładnianie obrony powietrznej (SEAD) – 22%, rozpoznanie – 9%, wsparcie – 22%. Przy tym wysiłku operacyjnym i wskazanych wyżej wskaźnikach efektywności, w wyniku skombinowanej kampanii powietrznej zniszczono blisko 87 procent zestawów celów o dużym znaczeniu militarnym.

##### Bomby naprowadzane laserowo
Bomby naprowadzane laserowo stanowią głowice wyposażone w układy elektroniczne i mechaniczne, zapewniające laserowe naprowadzanie głowicy na cel w terminalnej fazie lotu. Każdy układ elektroniczno-mechaniczny jest uniwersalnym zestawem, który może zostać dołączony do różnego rodzaju głowic, w tym ogólnego bądź specjalnego przeznaczenia, a nawet do głowic producentów z różnych krajów. Zestaw tego rodzaju zawiera kontrolowany przez układ komputerowy zestaw skrzydeł montowanych z przodu głowicy, sekcję detekcji, sekcję komputerową i układ kontroli, a także nieruchomy zestaw skrzydeł montowany w części ogonowej bomby, którego celem jest stabilizacja jej lotu i polepszenie działania aerodynamicznej siły nośnej. Laserowy system naprowadzania kieruje bombę w kierunku punktu obicia wiązki laserowej od celu, który jest wykrywany przez zamontowany w bombie detektor. Wiązka laserowa odbijająca się od celu może być generowana przez nosiciela bomby lub, częściej, przez inny samolot wyposażony w znacznik laserowy, ewentualnie przez różnego rodzaju jednostki na Ziemi.

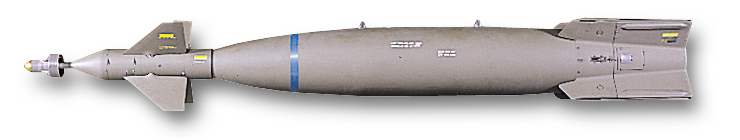
GBU-10

- GBU-10/10I: bomba ogólnego przeznaczenia Mark 84 o wagomiarze 2000 funtów (900 kg) wyposażona w zestaw naprowadzania laserowego. Wariant „Paveway II”, GBU-10I utworzony został na bazie bomby penetracyjnej I-2000 (BLU-109), podczas gdy GBU-10 ma zastosowanie zarówno we wcześniejszej „Paveway I”, jak i „Paveway II”[17]. W trakcie operacji „Deliberate Force”, GBU-10 oraz GBU-10I używane były wyłącznie przez lotnictwo amerykańskie (303 bomby – 46% wszystkich użytych bomb naprowadzanych laserowo) – operujące z Aviano we Włoszech samoloty F-15 i F-16. Jej pierwsze bojowe użycie nastąpiło z pokładu F-16C, jednakże jedynie 252 bomby tego typu zostały zrzucone na cele w Bośni i Hercegowinie – pozostałe 51 bomb, zrzucone zostały do Adriatyku w trakcie powrotu do bazy w Aviano, po niewykorzystaniu ich na skutek złych warunków atmosferycznych uniemożliwiających atak przy zapewnieniu braku strat niepożądanych lub też odnalezienie celu. GBU-10 użyte zostały do niszczenia mostów, bunkrów oraz centrów kontroli i komunikacji.
- GBU-12 – amerykańska bomba ogólnego przeznaczenia Mark 82 z dodanym zestawem naprowadzania laserowego GBU/„Paveway bądź „Paveway II”. W trakcie „Deliberate Force” używana była przez samoloty francuskie i amerykańskie. Francuskie Mirage 2000D/K zrzuciły 10 bomb tego typu, samoloty amerykańskie natomiast pozostałe 115, przeciwko różnego rodzaju punktowym celom lekkim oraz artylerii.
- GBU-16 jest bombą Mark 83 o wagomiarze 1000 funtów (453 kg), wyposażoną w zestaw naprowadzania laserowego „Paveway II”. Podczas „Deliberate Force” amerykańskie, hiszpańskie i brytyjskie samoloty zrzuciły łącznie 215 GBU-16, w tym: hiszpańskie EF-18 – 24, brytyjskie Harrier GR-7 – 48, typowo w locie w parze z Jaguar GR-1, którego zadaniem było oświetlanie celu wiązka laserową. Siły powietrzne amerykańskie marynarki oraz piechoty morskiej zrzuciły 143 GBU-16 przy pomocy F/A-18C i D Hornet[17].
- GBU-24 – amerykańska bomba ogólnego przeznaczenia o masie 2000 funtów (903 kg), będąca zmodyfikowaną bombą Mark 84 w późniejszym czasie BLU-109, której dodano układ naprowadzania laserowego niskiego poziomu (LLLGB) GBU/Paveway III, z ulepszonym naprowadzaniem i układem kontroli lotu. LLLGB został skonstruowany do zastosowania w bomba szybujących z dużą prędkością na bardzo małej wysokości, w celu zwiększenia zasięgu bezpiecznego użycia (stand off) i redukcji ryzyka dla samolotu nosiciela, związanego z operowaniem na małej wysokości w środowisku nasyconym środkami obrony przeciwlotniczej. Podczas „Deliberate Force” samoloty F-15 zrzuciły 10 tego typu bomb przeciwko mostom, po stwierdzeniu niezadowalającej skuteczności przeciw tym celom bomb GBU-10 i GBU-10I[17].

##### Pociski rakietowe naprowadzane laserowo
Laserowo naprowadzane pociski rakietowe są systemami podobnymi do w ten sam sposób naprowadzanych bomb, wyposażonymi jednak we własny napęd silnikowy. Jedyną bronią tego rodzaju używaną podczas „Deliberate Force” były francuskie pociski AS-30L, przenoszone przez Mirage 2000D/K.

##### Pociski rakietowe naprowadzane elektro-optycznie i na podczerwień

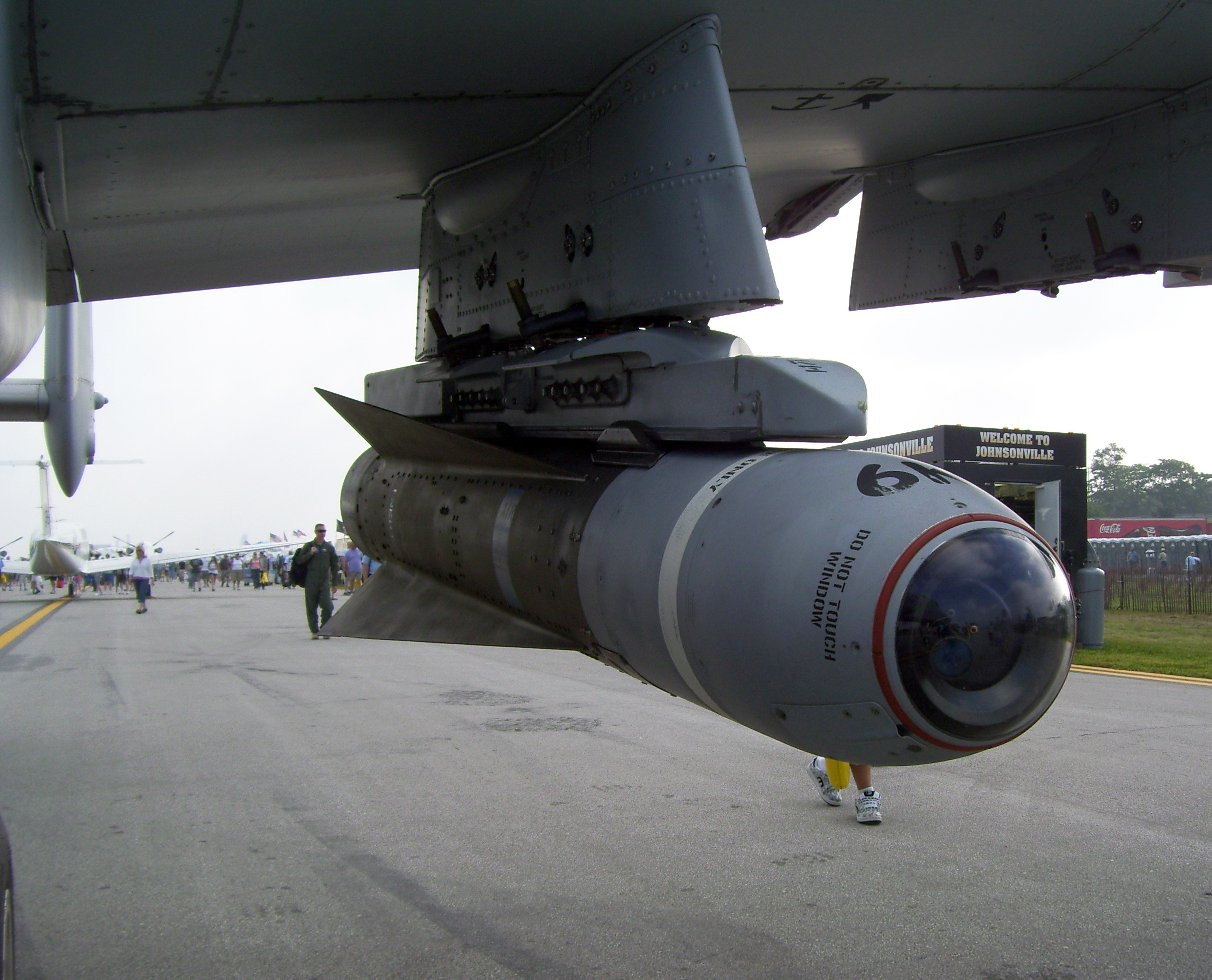
AGM-65 Maverick podczepiony do A-10 Thunderbolt II

- AGM-65 Maverick – amerykański pocisk powietrze-powierzchnia o wadze 500 bądź 650 funtów (226/295 kg) z głowicą kumulacyjną skonstruowany do ataku na uzbrojone pojazdy i inne cele wzmocnione. Przed startem elektro-optyczne bądź naprowadzane na podczerwień (IR) warianty „Mavericka” muszą uchwycić cel, po czym pocisk naprowadza się w sposób autonomiczny, zapewniając taktyczny stand-off „odpal i zapomnij”. AGM-65 w wersji naprowadzanej za pomocą sensora IR może być podłączony do pokładowych czujników podczerwieni samolotu nosiciela, co dzięki większym możliwościom tych ostatnich, umożliwia szybsze uchwycenie celu przez układ naprowadzania pocisku, lepszą identyfikację celu oraz zwiększa odległość od celu z jakiej pocisk może być opalony. Sensor IR umożliwia także użycie AGM-65 w ciemności, przeciwko celom zakamuflowanym i w niektórych rodzajach niekorzystnych warunków atmosferycznych. W trakcie operacji „Deliberate Force”, samoloty A-10 wystrzeliły 23 pociski „Maverick”[17].
- AGM-84E SLAM (standoff land-attack missile) jest ważącym 1386 funtów (628 kg) wariantem używanego przez US Navy pocisku przeciwokrętowego „Harpoon”, przeznaczonym do wykonywania uderzeń z bezpiecznej odległości na silnie bronione cele lądowe oraz okręty w portach. SLAM został opracowany przy wykorzystaniu gotowej technologii silnika, korpusu pocisku oraz 488-funtowej głowicy pocisku AGM-84 „Harpoon”, termowizyjnego układu naprowadzania AGM-62D „Maverick”, układu przesyłu danych bomb szybujących AGM-62 „Walleye” oraz odbiornika Global Positioning System (GPS). SLAM występuje jednak w dwóch wariantach – wyposażony w głowicę opto-elektryczną (EO) oraz IR. W pierwszorzędnym trybie działania, technicy ładują przed odpaleniem pocisku dane o lokalizacji celu, w trakcie środkowej fazy lotu pocisku GPS zapewnia aktualizację danych naprowadzania, zaś w terminalnej fazie lotu, sensor podczerwieni (IR) zapewnia ostateczne naprowadzenie pocisku na cel. Taki system zapewnia możliwość użycia pocisku z bardzo dużej odległości od celu z punktową precyzja trafienia[17]. W operacji „Deliberate Force”, 10 AGM-84E SLAM zostało odpalonych przez samoloty F/A-18 przeciwko celom wchodzącym w skład zintegrowanego systemu obrony obszaru powietrznego bośniackich Serbów w rejonie Banja Luki[17].
- GBU-15 – modułowy system broni naprowadzanej, używane przez USAF bomby szybujące z wymiennym system naprowadzania (elektro-optyczny bądź na podczerwień), z układem uzbrajania oraz systemami kontroli wybieranymi w zależności od wymagań konkretnej misji. System oparty jest na bombie ogólnego przeznaczenia Mark 84 o wadze 2000 funtów bądź bombie penetracyjnej BLU-109 I-2000. Amunicja ta została zoptymalizowana do rażenia z punktową dokładnością silnie bronionych i utwardzonych nieruchomych celów o dużej wartości, zapewniając możliwość ataku spoza zasięgu środków rażenia przeciwnika (stand off)[17]. Po uwolnieniu bomby w kierunku celu, jej układ naprowadzania przekazuje do samolotu obrazy telewizyjne bądź w podczerwieni, które identyfikują cel i wskazany punkt uderzenia. Podczas „Deliberate Force”, samoloty transportowe dostarczyły do bazy w Aviano 25 sztuk GBU-15, a samoloty F-15E zrzuciły 9 bomb w wariancie z naprowadzaniem w podczerwieni (pięć opartych na BLU-109 i cztery na Mark 84) na kilka kluczowych celów związanych z serbską obroną przeciwlotniczą w pobliżu Banja Luki[17].

##### Pociski manewrujące
W trakcie „Deliberate Force” marynarka Stanów Zjednoczonych użyła pocisków manewrujących z rodziny „Tomahawk” – RGM-109 Tomahawk w wersji TLAM. Pociski tej rodziny stanowią część uzbrojenia amerykańskich i brytyjskich krążowników i niszczycieli (RGM-109) oraz okrętów podwodnych (UGM-109). Przy nominalnym zasięgu 600 mil morskich (1111 km), pociski Tomahawk TLAM charakteryzuje bardzo wysoka dokładność trafienia w cel, przy naprowadzaniu autonomicznym zapewnianym przez nawigację za pomocą systemu TERCOM (Terrain Contour Matching). Napęd tych pocisków stanowi jeden marszowy silnik turbowentylatorowy, który uruchamiany jest po odrzuceniu rakietowego silnika startowego. System TERCOM porównuje przechowywany w pamięci cyfrowy obraz powierzchni terenu, z aktualnym obrazem uzyskanym dzięki wbudowanemu radarowi TFR, na bieżąco kontrolującemu ukształtowanie terenu. Pozwala to na dokładne ustalenie pozycji pocisku i ewentualne dokonywanie bieżących korekt kursu. Po zidentyfikowaniu celu, pocisk leci ponad nim i rozpoczyna pionowe nurkowanie oraz atak za pomocą swojej głowicy burzącej o masie 1000 funtów (453 kg) w przypadku pocisku w wersji TMAM-C bądź głowicy kasetowej w przypadku wersji TLAM-D.
10 września 1995, w ramach wsparcia operacji powietrznych w północno-zachodniej Bośni, krążownik USS „Normandy” wystrzelił z Adriatyku 13 pocisków TLAM przeciwko należącemu do bośniackich Serbów zintegrowanemu systemowi obrony powietrznej (IADS) w okolicach Banja Luki, z których 10 skutecznie zniszczyło wyznaczone im cele. Jakkolwiek TLAM stanowiły jedynie 1,9 procenta wszystkich użytych w tej operacji precyzyjnych środków rażenia, w operacji „Deliberate Force” po raz pierwszy użyto pocisków TLAM na cele znajdujące się na terenie Europy, po raz pierwszy też użyto ich do ataku na zintegrowany system obrony przestrzeni powietrznej w ramach misji jej obezwładniania (Suppression of Enemy Air Defenses – SEAD) w koordynacji z taktycznymi operacjami powietrznymi. Był to również pierwszy przypadek ich wykorzystania w ramach wsparcia operacji prowadzonej przez NATO.

#### Broń nieprecyzyjna
Bomby nieprecyzyjne po uwolnieniu z nosiciela lecą w kierunku swojego celu w sposób niekierowany, po balistycznej trajektorii (swobodny spadek). W skład tego rodzaju amunicji wchodzą wypełnione materiałem wybuchowym bomby ogólnego przeznaczenia oraz bomby kasetowe, zawierające dużą liczbę małej subamunicji lub niewielkich bombek. Precyzja tego rodzaju bomb zależy od umiejętności załogi samolotu nosiciela, która używa pokładowych przyrządów celowniczych do uwolnienia bomby we właściwym punkcie, aby bomba poruszając się po określonej trajektorii uderzyła w cel lub określony punkt celowania. Po zrzuceniu bomby niekierowanej, broń spada bez dalszego naprowadzania.
Ogólnie rzecz ujmując, broń niekierowana jest mniej dokładna niż kierowana. Tego rodzaju amunicja stanowiła ponad 90% amunicji użytej podczas operacji „Desert Storm”. W „Deliberate Force” samoloty NATO zrzuciły 318 ładunków tego rodzaju, co stanowiło mniej niż połowę liczby użytych w tej operacji sztuk broni precyzyjnego rażenia.
| Państwo           | Bomby ogólnego przeznaczenia (GP) | Bomby ogólnego przeznaczenia (GP) | Bomby ogólnego przeznaczenia (GP) | Bomby ogólnego przeznaczenia (GP) | Bomby kasetowe | Razem |
|                   | Mk. 82                            | Mk. 83                            | Mk. 84                            | Razem GP                          |                |       |
| ----------------- | --------------------------------- | --------------------------------- | --------------------------------- | --------------------------------- | -------------- | ----- |
| Francja           | 71                                | 2                                 |                                   | 73                                |                | 73    |
| Niemcy            |                                   |                                   |                                   | 0                                 |                | 0     |
| Włochy            | 10                                | 40                                |                                   | 50                                |                | 50    |
| Holandia          | 94                                |                                   | 42                                | 136                               |                | 136   |
| Hiszpania         |                                   |                                   |                                   | 0                                 |                | 0     |
| Wielka Brytania   |                                   | 47                                |                                   | 47                                |                | 47    |
| Stany Zjednoczone |                                   | 10                                |                                   | 10                                | 2              | 12    |
| Razem             | 175                               | 99                                | 42                                | 316                               | 2              | 318   |

##### Bomby ogólnego przeznaczenia
- Mark 82 (Mk.82) – amerykańska 500-funtowa (226 kg) bomba ogólnego przeznaczenia zawierająca 192 funty (87 kg) materiału wybuchowego opartego na tritonalu. Holenderskie, francuskie i włoskie siły powietrzne zrzuciły 175 bomby Mk.82 w trakcie „Deliberate Force”, co stanowiło 55% wszystkich użytych w tej operacji bomb niekierowanych[17].
- Mark 83 (Mk.83) – 1000-funtowa bomba ogólnego przeznaczenia zawierająca 416 funtów (189 kg) materiału wybuchowego. Podczas „Deliberate Force” 17 samolotów z Wielkiej Brytanii, Włoch, USA i Francji, zrzuciło ogółem 99 bomb tego typu, co stanowiło 31 procent wszystkich użytych bomb niekierowanych[17].
- Mark 84 (Mk.84) – największa użyta bomba kampanii, o wadze 2000 funtów (907 kg), zawierająca 945 funtów (428,5 kg) materiału wybuchowego. Holenderskie F-16 zrzuciły 42 Mk.84, co stanowiło 13% wszystkich użytych bomb niekierowanych[17].

##### Bomby kasetowe
Zasobniki amunicji kasetowej zawierają wielką liczbę niewielkiej subamunicji, którą rozrzucają na relatywnie dużym obszarze, celem ułatwienia ataku na cele takie jak jednostki piechoty, grupy pojazdów, systemy artylerii przeciwlotniczej bądź też rakietowe systemy przeciwlotnicze, instalacje petrochemiczne itp.

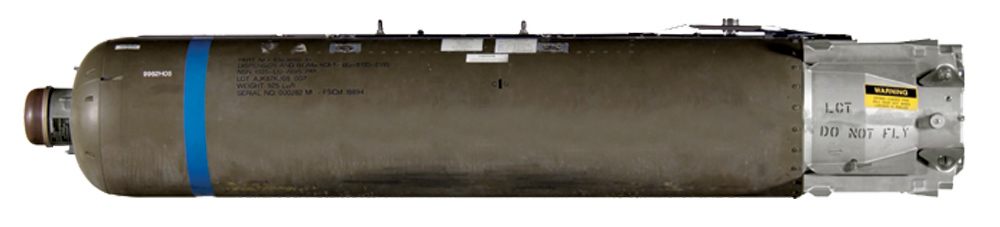
bomba kasetowa CBU-87

Na wyposażeniu sił koalicyjnych w operacji „Deliberate Force” znajdowała się między innymi bomba kasetowa CBU-87B/B o wadze 960 funtów (435 kg) zbudowana z dyspensera amunicji taktycznej SUU-65/B oraz 202 sztuk subamunicji odłamkowej i przeciwpancernej BLU-97A/B. Planiści Sojuszu zdecydowali jednak nie używać tej bomby w trakcie operacji, z uwagi bowiem na stopień jej niecelności i szerokie pole rozrzutu subamunicji prawdopodobnym było powstanie strat niepożądanych (collateral damage). W trakcie operacji zdarzył się jednak wypadek omyłkowego użycia tej bomby. W pierwszym dniu kampanii, należący do sił powietrznych Stanów Zjednoczonych samolot A-10A (kryptonim bojowy maszyny „Speedy 37") w wyniku nieporozumienia z centrum kontroli operacji powietrznych (CAOC), zrzucił CBU-87, nie powodując jednak ofiar w ludziach. 30 sierpnia 1995 roku, A-10 poprosił CAOC o zgodę na zrzucenie ładunku bojowego na należący do bośniackich Serbów moździerz artyleryjski. Nie zdając sobie sprawy z podczepionego do „Speedy 37" ładunku, CAOC zaakceptowało atak, w związku z czym „Speedy 37" zrzucił swoją broń, w tym CBU-87, na cel, uzyskując trafienie. Jak już wspomniano wyżej, incydent nie spowodował jednak collateral damage.

#### Inne rodzaje amunicji

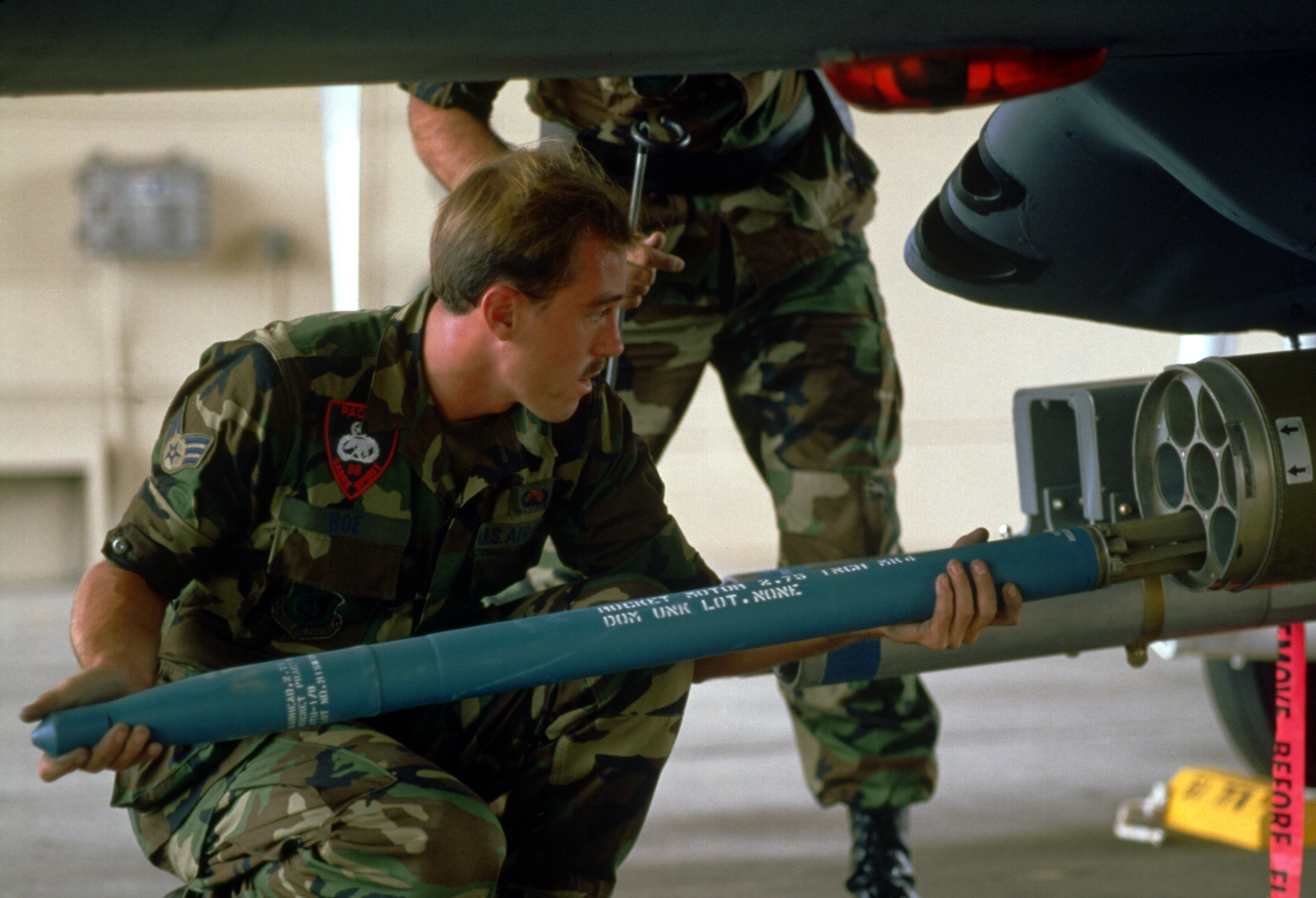
Niekierowany pocisk rakietowy kalibru 70 mm

W uzupełnieniu kierowanych i niekierowanych bomb oraz pocisków, w operacji „Deliberate Force” użyto kilku typów amunicji powietrze-ziemia, w tym pocisków antyradarowych, rakiet i amunicji artyleryjskiej. najważniejszymi z nich były:
- AGM-88 HARM – podstawowy pocisk antyradarowy używany przez Stany Zjednoczone oraz siły powietrzne innych państw koalicji. Pocisk ten skonstruowany został do detekcji, naprowadzania oraz zniszczenia radaru emitującego wiązkę elektromagnetyczną, na przykład stacji wczesnego ostrzegania. W trakcie operacji odpalono łącznie 56 pocisków tego typu[17];
- niekierowane rakiety 2,75 cala (70 mm), wystrzeliwane z pokładów samolotów OA-10. Maszyny tego typu używały w prowadzonej kampanii dwóch rodzajów pocisków: wypełnionych białym fosforem rakiet służących do oznaczania celów za pomocą dymu, co miało ułatwić odnajdywanie ich przez zbliżające się samoloty uderzeniowe[17] oraz wypełnionych materiałem wybuchowym rakiet służących niszczeniu małych celów. Ogółem w operacji użyto 187 rakiet fosforowych oraz 20 pocisków z głowicą burzącą[17];
- działka pokładowe, służące do walki powietrznej oraz ostrzeliwania celów naziemnych. Jedynymi maszynami, które w znacznym stopniu skorzystały z tego rodzaju broni były samoloty A-10 oraz AC-130. Pierwszy z nich przenosi siedmiolufowe działko GAU-8/A Avenger o kalibrze 30 mm systemu Gatlinga przeznaczone do niszczenia czołgów i innych pojazdów opancerzonych. Zasobnik amunicyjny tego działka mieści do 1350 nabojów; zazwyczaj ładuje się przemiennie naboje z pociskami przeciwpancernymi i zapalającymi. W trakcie operacji, A-10 wystrzeliły ogólnie 10.086 pocisków ostrzeliwując z dużą precyzją pojazdy uzbrojone, ciężarówki oraz bunkry[17]. Samoloty AC-130 wyposażone są zestaw działek o kalibrze 20 i 40 mm, a także działo M102 o kalibrze 105 mm. W trakcie „Deliberate Force”, AC-130 atakowały różnego rodzaju cele, wystrzeliwując 50 pocisków kalibru 40 mm i 350 pocisków kalibru 105 mm[17].

#### Amunicja nie użyta
Mimo że zapotrzebowanie na amunicję precyzyjnego rażenia w trakcie operacji „Deliberate Force” było bardzo wysokie, nie wszystkie dostępne dla Sojuszniczych Sił Europy Południowej (AFSOUTH) rodzaje broni precyzyjnego rażenia zostały w tej operacji użyte – w większości przypadków z powodu specyfiki danego wzoru uzbrojenia. Przykładowo około 100 znajdujących się w bazie Aviano zaprojektowanych specjalnie dla samolotów F-117 „Nighthawk” bomb GBU-27 nie zostało użytych z uwagi na odmowę rzędu Włoch udostępnienia tej bazy dla F-117. Z podobnych względów nie było możliwe użycie odpalanych z powietrza pocisków manewrujących (ALCM) przenoszonych przez bombowce B-52. Z kolei marynarka wojenna Stanów Zjednoczonych miała możliwość użycia naprowadzanych bomb AGM-62B „Walleye” EO, pocisków naprowadzanych laserowo „Maverick” oraz naprowadzanych laserowo bomb AGM-123 „Skipper”, zdecydowała się jednak nie używać ich.
Z uwagi na duży potencjał sił sojuszniczych w zakresie broni precyzyjnego rażenia, generał Michael Ryan, dowódca Sojuszniczych Sił powietrznych Południowej Europy oraz jego sztab nie planowali użycia bomb ogólnego przeznaczenia oraz amunicji kasetowej. Amunicja nieprecyzyjna była używana, jednakże samoloty NATO, które nie miały zdolności do użycia broni precyzyjnego rażenia, z uwagi na konieczność unikania strat niepożądanych, musiały wykonywać uderzenia za pomocą nieprecyzyjnych bomb ogólnego przeznaczenia na cele wyłącznie w zasięgu wzroku. Z uwagi na mniejszą niż oczekiwano skuteczność niszczenia celów za pomocą broni nieprecyzyjnej, ataki na te cele musiały być jednak ponawiane za pomocą broni precyzyjnego rażenia. Jedyną nieprecyzyjną amunicją brana pod uwagę w celu zakończenia „Deliberate Force” były bomby kasetowe CBU-89 „Gator”, których użycie było dopuszczone w razie konieczności skanalizowania korytarza wycofywania się sił bośniackich Serbów. Ostatecznie planiści nie zdecydowali się na użycie tego wzoru uzbrojenia. Z uwagi także na całkowitą supremację w powietrzu lotnictwa NATO samoloty koalicji prowadzące operację „Deliberate Force” nie użyły pocisków klasy powietrze-powietrze oraz działek pokładowych.

### Pozostałe urządzenia bojowe

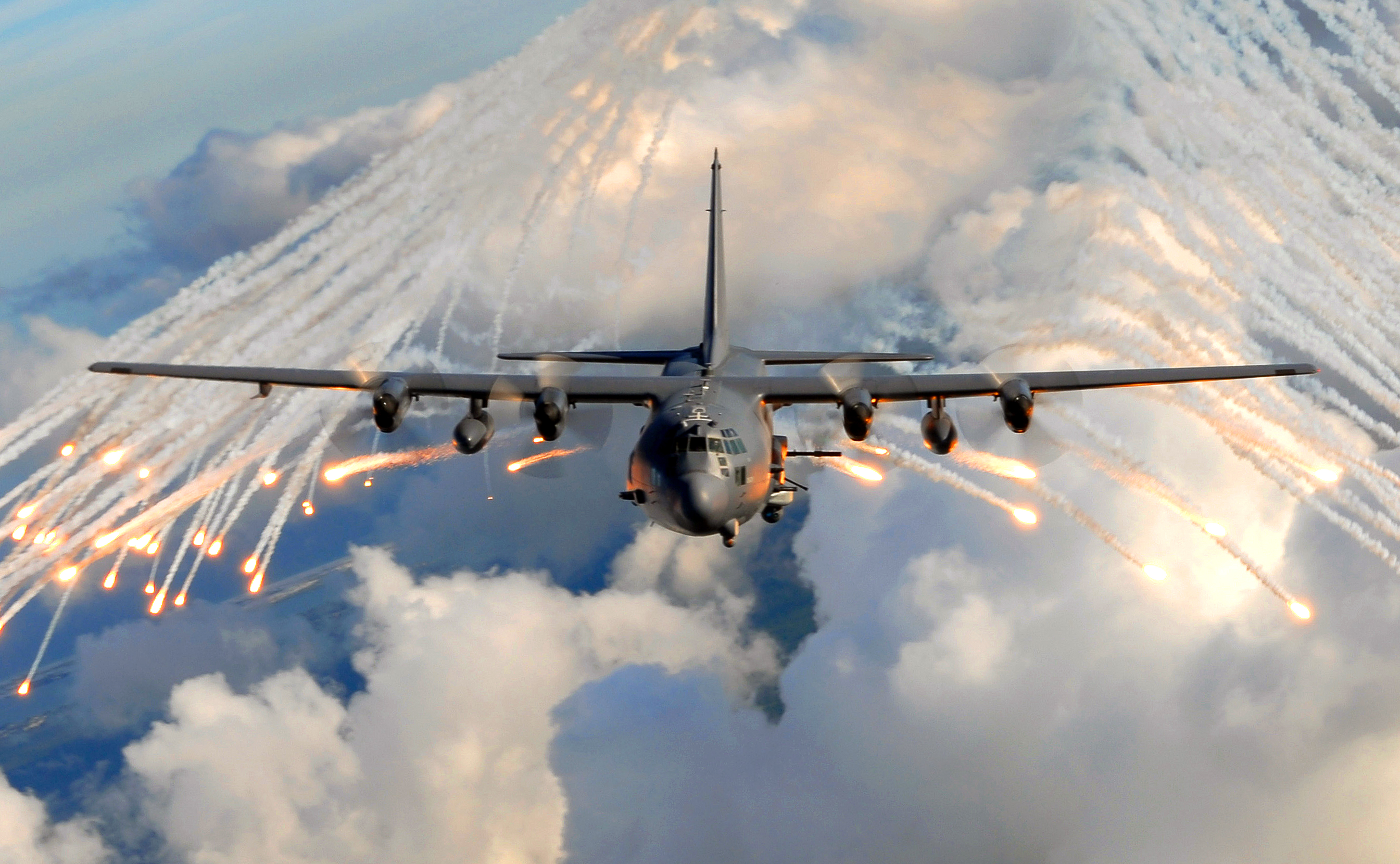
Lockheed AC-130 w trakcie treningowego użycia flar

W trakcie „Deliberate Force” lotnictwo amerykańskiej samoloty F-14 „Tomcat”, A/A-18 Hornet oraz AE-6B Prowler marynarki wojennej i piechoty morskiej użyły zestawu bezzałogowych i bezsilnikowych celów pozornych (Tactical Air-launched Decoy – TALD), mających zmylić radary serbskiego systemu obrony powietrznej. Drony te, wyposażone były w ładunek zwiększający skuteczną powierzchnię odbicia fal radarowych (Radar Cross Section – RCS) bądź też głowice zakłócające. Obydwa rodzaje ładunków tworzyły zestaw fałszywych celów o różnych profilach, różniących się prędkościami, zasięgiem i pułapem. W ramach operacji samoloty amerykańskiej marynarki użyły w przestrzeni powietrznej Bośni i Hercegowiny łącznie 47 TALD przeciwko serbskiemu systemowi IADS. Samoloty NATO zmuszone były także do korzystania ze służących do samoobrony przed rakietowymi pociskami powietrze-powietrze i ziemia-powietrze flar i dipoli.
Jeden z amerykańskich samolotów operujących z Aviano, który wyposażony był w dyspenser AN/ALE, zmuszony został do zużycia 10 922 kartridży dipoli RR-170/A. Dwoma najpowszechniejszymi w tej operacji rodzajami amerykańskich flar były MJU-7/B używane przez samoloty myśliwskie oraz MJU-10B na wyposażeniu większych maszyn, jak AC-130 czy B-52. W trakcie operacji zużyto 1591 MJU-7 i 89 MJU-10.

## Podsumowanie

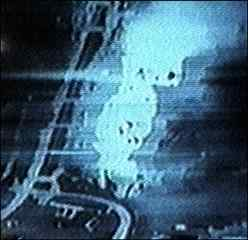
Zdjęcie wykonane z pokładu amerykańskiego samolotu, po bombardowaniu cele w pobliżu stolicy bośniackich Serbów w Pale

Operacja „Deliberate Force” była zdecydowaną siedemnastodniową kampanią powietrzną Organizacji Traktatu Północnoatlantyckiego (NATO), zmierzającą do zniwelowania przewagi armii bośniackich Serbów z sukcesem dokonującej wojskowych ataków na Sarajewo i inne ustanowione przez Organizacje Narodów Zjednoczonych strefy bezpieczeństwa. Przez przeprowadzenie między 29 sierpnia 1995 i 14 września 1995 roku aktywnych bombardowań, NATO przeprowadziło swoją pierwszą operację powietrzną, składająca się z wielu ważnych wydarzeń zarówno z punktu widzenia sztuki operacyjnej, jak też bojowego debiutu nowych wzorów uzbrojenia. Była bowiem:
- pierwszą kampanią w której główną rolę odegrała broń precyzyjnego rażenia;
- po raz pierwszy użyto pocisków Tomahawk w Europie;
- samoloty F-16 po raz pierwszy użyły w walce naprowadzanych laserowo zarówno 500-funtowych bomb GBU-12, jak i 2000-funtowych GBU-10
- F-15E po raz pierwszy użyły w walce naprowadzanych elektro-optycznie 2000-funtowych bomb GBU-15;
- amerykańskie F-16 po raz pierwszy użyły w walce systemu wcelowywania pocisków „HARM” HTS (Harm Targeting System), po raz pierwszy odpalono w walce pociski AGM-88 „HARM”;
- po raz pierwszy dystans skośny ataku przez samoloty A-10 przekroczył 15.000 stóp (4,5 km)
- po raz pierwszy użyto bezzałogowych samolotów UAV (MQ-1 Predator) w trakcie prowadzonych działań bojowych;
- pierwsze od II wojny światowej rozmieszczenie samolotów niemieckiej Luftwaffe w operacji bojowej;
- pierwsze po II wojnie światowej użycie hiszpańskich sił powietrznych w walce;
- pierwszy udział włoskich sił powietrznych w operacjach NATO
- pierwszy atak francuskich Mirage 2000D/K oraz Sepecat Jaguar za pomocą 1000-funtowych laserowo naprowadzanych bomb Mantra i amerykańskich bomb GBU-12.

Nie ulega wątpliwości, że to dzięki przeprowadzonym przez NATO w ramach operacji „Deliberate Force” uderzeniom lotniczym, strony konfliktu w Bośni i Hercegowinie zostały przymuszone do zawarcia pokoju w Dayton, który zakończył najkrwawszy konflikt w Europie od zakończenia drugiej wojny światowej, który spowodował utratę życia przez ponad 100 tysięcy osób w ciągu czterech lat. Pokój w Dayton, dał mieszkańcom Bośni i Hercegowiny możliwość odbudowy i rozwoju swojego kraju.
Interwencja NATO w Bośni i Hercegowinie miała też jednak kolosalne znaczenie dla samego Sojuszu Północnoatlantyckiego – po raz pierwszy w historii bowiem, Sojusz wyszedł w swoich działaniach poza terytorium swoich państw członkowskich. Co więcej, Pakt zademonstrował, że zdolny jest do przeprowadzenia z sukcesem dużej wielonarodowej kampanii militarnej oraz użycia siły w sprawach spoza artykułu 5 Traktatu Waszyngtońskiego, a więc wykraczając w swoich celach poza zadanie kolektywnej obrony. Zapoczątkowało to wieloletnią ożywioną debatę polityczną i doktrynalną w ramach Sojuszu na temat istoty, zakresu i zasad, na jakich Sojusz może prowadzić operacje reagowania kryzysowego poza swoim terytorium.

### Ofiary śmiertelne
Do dziś kwestia liczby ofiar śmiertelnych operacji „Deliberate Force” nie została jednoznacznie rozstrzygnięta. Według prezydenta Serbii Slobodana Miloševicia, w wyniku operacji lotnictwa NATO śmierć poniosło 25 osób cywilnych, dane Międzynarodowego Czerwonego Krzyża mówią natomiast o 27 ofiarach cywilnych i zniszczeniach mienia, będących prawdopodobnie skutkiem bombardowań. Wskazuje się przy tym, że łączna liczba ofiar zarówno cywilnych, jak i wojskowych po stronie serbskiej na pewno nie przekroczyła 30 osób. W stosunku do liczby użytej przez NATO broni oznacza to jedną ofiarę śmiertelną na każde 30 do 40 jednostek użytej broni. Jest to szczególnie niski wskaźnik zważywszy, że wiele z celów – jak mosty – było obiektami wspólnego cywilno-wojskowego wykorzystania, lub też znajdowało się w bliskim sąsiedztwie obszarów zamieszkałych przez ludność cywilną, jak przekaźniki radiowe lub koszary. Po stronie Sojuszu Północnoatlantyckiego natomiast straty wyrażały się w jednym utraconym samolocie Mirage, którego dwóch pilotów jednakże przeżyło.